# Figuren und Schauplätze der Scheibenwelt-Romane
Die folgende Liste enthält eine Aufzählung häufig wiederkehrender Personen und Schauplätze der Scheibenwelt-Romane von Terry Pratchett.

## Orte und Schauplätze

### Ankh-Morpork

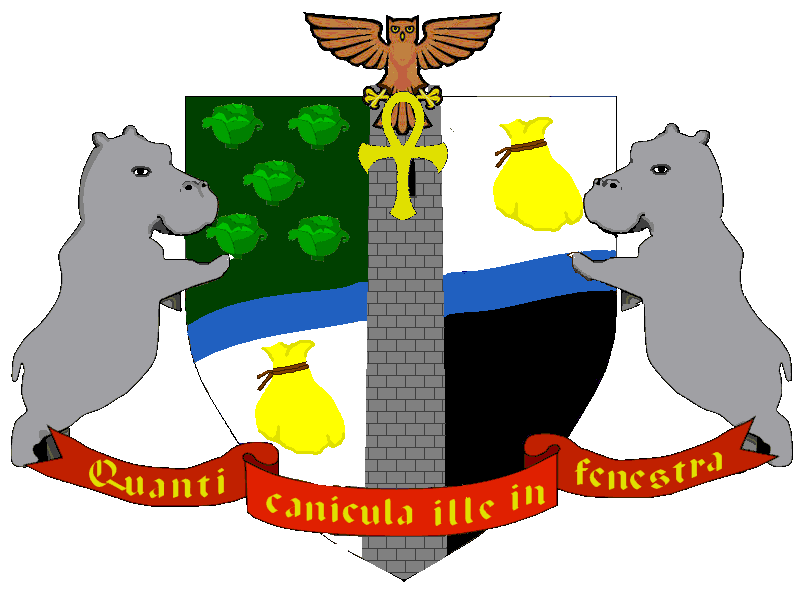
Wappen von Ankh-Morpork

Ankh-Morpork ist mit ca. einer Million Einwohner die größte und wichtigste Stadt der Scheibenwelt. Sie besteht aus zwei zusammengewachsenen Einzelstädten: Dem herrschaftlichen Ankh, mit der Unsichtbaren Universität und dem Palast des Patriziers, sowie dem heruntergekommenen Morpork mit den Schatten, einem hochgefährlichen Stadtteil, in dem sich die dunkleren Gestalten der Großstadt tummeln. Ihren Namen hat die Stadt von der Morpork-Eule, einer einheimischen Tierart, sowie von dem Fluss Ankh. Die Stadt liegt in der Sto-Ebene dicht an der Mündung des Flusses in das Runde Meer. Direkte Nachbarstädte sind Sto Helit, Sto Lat, Pseudopolis und Quirm.
Die Atmosphäre der Stadt entspricht einer Mischung aus antikem Rom, dem Florenz der Renaissance und dem modernen London. Daneben werden diverse Anspielungen auf weitere Städte gemacht. Das New York des 19. Jahrhunderts ist präsent durch die Kreuzung „Fünf Wege“, die die „Five Points“ darstellt, sowie dem Spitznamen „Große Wahooni“. Die Wahooni ist eine stachelige, übelriechende, ungenießbare Frucht und persifliert den New Yorker Spitznamen „Big Apple“.
In den alten Zeiten war Ankh-Morpork eine Monarchie. Der letzte König, Lorenzo der Nette, wurde von Mumm, dem damaligen Kommandeur der Stadtwache, hingerichtet. Es gab eindeutige Beweise, dass der König ein sadistischer Päderast war. Altes Steingesicht Mumm, ein Vorfahr des heutigen Samuel Mumm, regierte danach mit seinen Revolutionären einige Monate, bevor er seinerseits getötet wurde. Anschließend kam es zum Patriziat, das bis heute die Regierungsform Ankh-Morporks ist. Die Vorgänger von Lord Havelock Vetinari zeichneten sich überwiegend durch Inkompetenz bis hin zur völligen geistigen Umnachtung aus. Dieser dunkle Teil der Geschichte Ankh-Morporks wird immer wieder in kurzen Einwürfen umrissen; in Die Nachtwächter allerdings wird für den Leser ein recht detailreiches Bild dieser Zeit gezeichnet.
Am stets offenen Stadttor hängt zur Verteidigung nur ein Schild „Danke, dass ihr unsere Stadt nicht erobert“, was viel über die Mentalität der Bevölkerung aussagt. Invasionen fremder Heere werden von den Bewohnern meist ausdrücklich begrüßt, sofern die Eroberer genügend Geld mitbringen. Die feindlichen Soldaten finden sich gewöhnlich innerhalb weniger Tage nach dem Einmarsch mit einem dicken Kopf, einer leeren Geldbörse und ohne Stiefel in einer dunklen Gasse wieder.

#### Einwohner
Ankh-Morpork ist eine echte multikulturelle Gesellschaft. Neben menschlichen Bewohnern unterschiedlichster Religionen und Lebensweisen (von Arbeitern bis zu Zauberern) gibt es unter anderem auch Trolle, Gnolle, Zwerge, Gnome, Golems, Kobolde, Schwarze Männer (Englisch: Bogeymen), Goblins, Gargoyles, Igors, einen Ork und Untote wie Zombies, Vampire und Werwölfe. Diese unterscheiden sich teils drastisch von den in diversen Geschichten bekannten Archetypen.

#### Politik

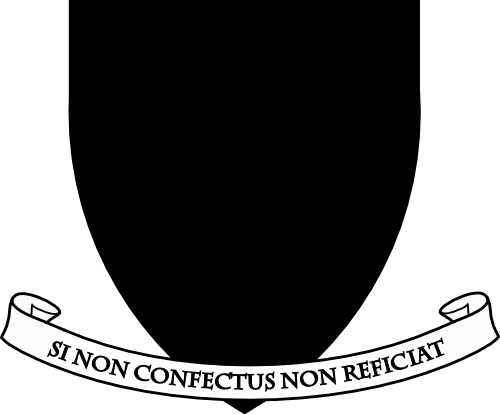
Wappen der Vetinari-Familie

Herrscher der Stadt ist der Patrizier Lord Havelock Vetinari. In der Stadt herrscht eine klassische Demokratie der Art „Ein Bürger – eine Stimme“. Lord Vetinari ist der Bürger, und er hat die Stimme.
Der zweitwichtigste Machtfaktor sind die Gilden, in denen jede berufliche Tätigkeit organisiert sein muss. Neben „normalen“ Gilden wie der Bäcker- und der Fleischergilde gibt es auch die Assassinengilde, die Diebesgilde, die Bettlergilde, die Narrengilde, die Gilde der Näherinnen (die sich jedoch größtenteils mit käuflicher Zuneigung beschäftigen) und die Hundegilde.
Seit 2002 ist Ankh-Morpork mit Wincanton in Somerset verschwistert.

#### Armee und Polizei
Ankh-Morpork benötigt keine Armee. Das war nicht immer so. Unter dem berühmten General Tacticus gebot die Stadt und ihre Armee über ein ganzes Imperium und ging finanziell daran zugrunde.
Seitdem herrschen andere Sitten. Feindlichen Eroberern und Eindringlingen begegnet Ankh-Morpork mit der Geschäftstüchtigkeit seiner Bewohner. Die Stadttore stehen immer weit offen und heißen jeden willkommen, sofern er denn Geld mitbringt. Fremde Heere erliegen schnell dem morbiden Charme der Stadt und ihren Schönheiten. Sie lernen auch ihre ruinös hohen Preise kennen. Am Ende bedeutet das für den Eroberer immer, bis auf die Unterhose ausgenommen nach Hause zu schleichen oder sich zu integrieren.
Droht tatsächlich ein Krieg, übernimmt der Militärrat die Herrschaft über die Stadt. Er setzt sich aus den Befehlshabern der Regimente zusammen, die von der adeligen Oberschicht, den Lords, finanziert werden müssen (siehe: Fliegende Fetzen).
Die polizeilichen Aufgaben der Stadt obliegen der Stadtwache. Geleitet wird sie von Kommandeur Samuel Mumm. Sein exekutives Organ ist Hauptmann Karotte. Inzwischen rekrutiert die Wache bei sämtlichen ethnischen Minderheiten der Stadt, sodass neben Menschen auch Trolle, Zwerge, Zombies, Golems, Werwölfe, Vampire und einer aus den Clans der „Wir sind die Größten!“ ihre Chance bekommen. Die moderne Stadtwache verfügt über eine Spezialabteilung für Spurensicherung sowie eine forensische Abteilung und einen Polizeiarzt.

#### Der Ankh
Dieser Fluss ist so verschmutzt, dass sein Wasserspiegel auf einem höheren Niveau liegt als die umliegende Stadt. Es ist problemlos möglich, auf der Oberfläche zu laufen, jedoch gesundheitlich bedenklich. Bei Wirten in Ankh-Morpork ist es üblich, betrunkene bewusstlose Gäste auf den Ankh zu werfen; die meisten wachen rechtzeitig auf, bevor sie versinken. Die Bewohner Ankh-Morporks werden nicht müde, die außerordentliche Sauberkeit des Flusses zu loben. „Was durch so viele Nieren geflossen ist, kann nicht mehr schmutzig sein“.
Außerdem ist das „Wasser“ angeblich gesundheitlich unbedenklich, da Krankheitserreger nicht lange darin überleben.
Einer anderen Argumentation zufolge muss das Wasser gesund sein, ansonsten wäre nicht so viel Leben darin.

#### Unsichtbare Universität

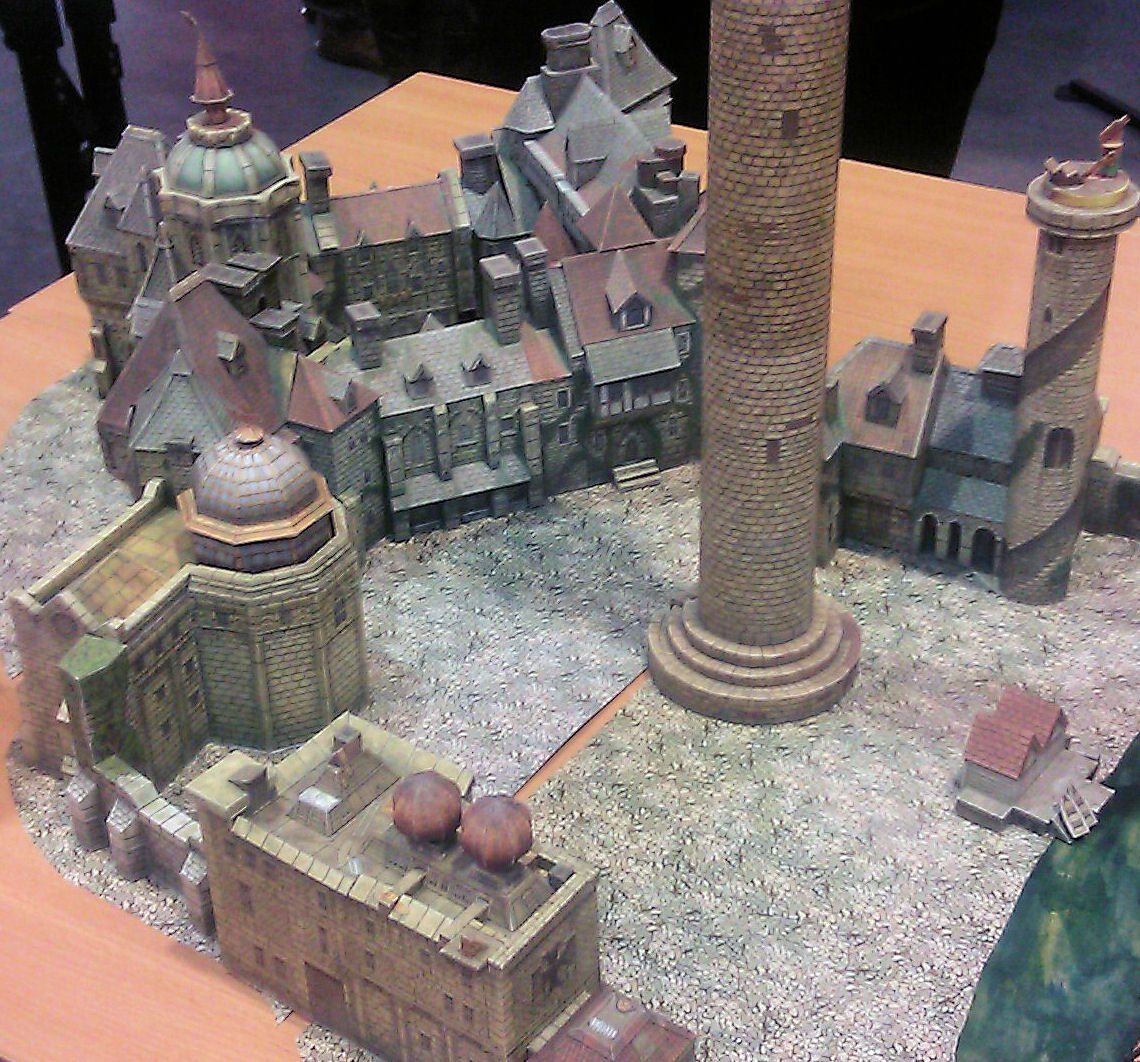
Die Unsichtbare Universität als Modell

Die Unsichtbare Universität in Ankh-Morpork ist das lokale Ausbildungszentrum für Zauberer. Sie ist die größte, älteste und ehrwürdigste Einrichtung dieser Art auf der Scheibenwelt. Gegründet wurde die Unsichtbare Universität vor etwa 1500 Jahren von Alberto Malich, dem gegenwärtigen Majordomus von Tod. Als Gründer und oberster Zauberer erhob Albert erstmals Anspruch auf den Titel Erzkanzler, wie nach ihm seine 304 Nachfolger.
Der größte Teil der Architektur der Universität ist unsichtbar. Außenstehende sehen nur die Eingangshalle mit dem großen schwarzen Tor, die Bibliothek und natürlich den Kunstturm, der, obzwar ungenutzt und baufällig, immer noch das höchste Bauwerk der Stadt darstellt.
Ein Gebäude, in dessen Mauern jahrhundertelang Magie verwendet wurde, besitzt selbstverständlich Bewusstsein und eine eigene Persönlichkeit. Allerdings bedurfte es erst einer Hexe, in diesem Fall Esmeralda Wetterwachs, um diese Tatsache festzustellen und entsprechend zu würdigen (siehe: Das Erbe des Zauberers). Zauberern fehlt für solche Entdeckungen das nötige Quäntchen Sensibilität und Intuition. Die Unsichtbare Universität jedenfalls fühlt sich normalerweise wie ein großes gutmütiges Tier, das nur darauf wartet, aufs Dach zu rollen, damit ihm jemand den Bauch kraulen kann. In Ausnahmesituationen, zum Beispiel, wenn ein kreativer Magus im Anmarsch ist, kann sie allerdings derart in Angst und Schrecken versetzt werden, dass ihre Wände zu zittern beginnen (siehe: Der Zauberhut).
Die allgemeine Unsichtbarkeit der Architektur ermöglicht interessante räumliche Konfigurationen. Es gibt niemals Raumnot in ihren Mauern, da die meisten Gebäude innen um ein Vielfaches größer sind als außen und sich, wie zum Beispiel die Bibliothek, auch in mehreren Dimensionen erstrecken können.
Das Institut für hochenergetische Magie ist der einzige Neubau der Universität. Er steht an der Stelle, wo ein ehemaliger Erzkanzler einmal einen Tennisplatz anlegen wollte. Im I.H.M. finden, unter der Leitung von Ponder Stibbons, innovative Versuche in magischer Teilchenforschung statt und hier hat auch HEX sein Zuhause, der erste magische Rechner der Scheibenwelt.
Umgeben ist der Universitätskomplex von großen, gepflegten Gärten, für deren erstklassigen Zustand der zwergenhafte Obergärtner Herr Modo zuständig ist.
Ein ganz eigenes Kapitel sind die Keller und Tiefgeschosse der Universität. Hier verbergen sich Küchen, Waschräume, die Heizungsanlage und verschiedene Produktionsanlagen wie die Kerzentropferei. Im Reich von Frau Allesweiß, der obersten Haushälterin, wird die harte Knochenarbeit erledigt, die es den Zauberern ermöglicht, drei bis sieben warme Mahlzeiten am Tag zu verdrücken und nachts in sauberer Bettwäsche zu schlafen.

#### Offizielle Hymne
In Zusammenarbeit von Carl Davis und Terry Pratchett ist die Hymne entstanden, eine Parodie des Liedes „Rule, Britannia!“. Bei offiziellen Anlässen von einem Sopran gesungen, der ein Betttuch trägt und eine Fackel sowie eine Gabel hält, wurde dieses Lied nicht von einem Einwohner Ankh-Morporks komponiert, sondern vom durchreisenden Vampir Graf Henrik Shline von Überwald.
Besonders interessant an der Hymne ist, dass sie eine zweite Strophe besitzt, die offiziell aus unverständlichem Nuscheln besteht. Der Graf von Überwald bemerkte, dass Leute, die versuchen, ihre Nationalhymne zu singen, sich niemals an die zweite Strophe erinnern, und beschloss deshalb, es ihnen einfacher zu machen.
Der eigentliche Text der Hymne ist wie folgt:
When dragons belch and hippos flee

My thoughts, Ankh-Morpork, are of thee

Let others boast of martial dash

For we have boldly fought with cash

We own all your helmets, we own all your shoes

We own all your generals – touch us and you’ll lose.

Morporkia! Morporkia!

Morporkia owns the day!

We can rule you wholesale

Touch us and you’ll pay.

We bankrupt all invaders, we sell them souvenirs

We ner ner ner ner ner, hner ner hner by the ears

Er hner we ner ner ner ner ner

Ner ner her ner ner ner hner the ner

Er ner ner hner ner, nher hner ner ner (etc.)

Ner hner ner, your gleaming swords

We mortgaged to the hilt

Morporkia! Morporkia!

Hner ner ner ner ner ner

We can rule you wholesale

Credit where it’s due.

### Borograwien
Borograwien (vgl. Lewis Carrols Gedicht Jabberwocky) ist ein kleines Land in den Bergen, 2300 Meilen von Ankh-Morpork entfernt. Sein unmittelbarer Nachbar ist Zlobenien, mit dem es sich in permanenter, meist kriegerischer Auseinandersetzung befindet. Die Währung Borograwiens ist der Silberschilling. Aufgrund der allgemeinen Metallknappheit sind in letzter Zeit nur noch auf Papier gedruckte Schillinge im Umlauf.
Nominell regiert wird das Land von Herzogin Annagowia. Sie hat allerdings den Regierungssitz, das alte Schloss Prinz-Marmaduk-und-Pjotr-Albert-Hans-Josef-Bernhardt-Wilhelmsberg, seit 30 Jahren nicht verlassen und es wird angenommen, dass sie tot ist. Das Militär und die Priester interpretieren seitdem ihre Befehle.
Nach einer alten Tradition werden in Borogravien oft Kleidungsstücke oder Speisen nach berühmten Offizieren benannt. Große Helden wie General Puhlower, Brigadegeneral Galosche oder General Ahnorak haben auf diese Art ihre Spur in der Geschichte hinterlassen.
Borograwiens Militärpersonal ist, mit viel gutem Willen, stur zu nennen. Das Wort Kapitulation ist seiner Mentalität fremd. Mindestens ein Drittel der Militärs sind Frauen, die sich als Männer verkleidet haben, denn, laut Buch Nuggan, – Frauen in Hosen sind eine Abscheulichkeit.
In Borograwien glaubt man felsenfest an Nuggan, einen Gott, den Kommandeur Mumm wohlwollend untertreibend mit „gereizt“ charakterisiert hat. Im Buch Nuggan, ein Ringbuch, bringt der gereizte Gott die Gläubigen auf den neuesten Stand und erklärt die jeweils aktuellsten Abscheulichkeiten. Neben Schokolade, Knoblauch, Katzen, Zwergen oder Käse gibt es auch kompliziertere Abscheulichkeiten, wie Babys oder die Farbe Blau. Das einfache Volk hat es sich inzwischen angewöhnt, statt zu Nuggan zur Herzogin zu beten.
Der Text der Nationalhymne von Borograwien lautet:
„Erwachet, ihr Söhne des Vaterlands!
Kostet nicht mehr den Wein saurer Äpfel.
Waldarbeiter, ergreift eure Beile!
Bauern, tötet mit dem Werkzeug, das ihr vorher zum Heben von Rüben benutzt habt!
Macht die endlose List unserer Feinde zunichte.
Singend marschieren wir in die Dunkelheit,
Gegen die ganze Welt in Waffen.
Doch seht das goldene Licht in den Berggipfeln!
Der neue Tag ist ein großer dicker Fisch!“ (Weiberregiment, S. 16)

### Cori Celesti
Cori Celesti ist ein zehn Meilen hoher Berg in der Mitte der Scheibenwelt. Auf seiner Spitze liegt Würdentracht, die Heimstatt der Götter. Das Gebirge selbst ist die Quelle der Magie der Scheibenwelt. In den Tälern am Fuße des Cori Celesti erstreckt sich das, was gemeinhin Erleuchtungsland genannt wird.
Hier findet sich das Kloster der Lauschenden Mönche, die nach dem Echo des Wortes lauschen, das der Schöpfer im Augenblick der Schöpfung aussprach (vgl. kosmische Hintergrundstrahlung). Hier leben die Brüder Kühl, die den Herausforderungen des Universums durch Kaltschnäuzigkeit zu begegnen trachten, und in ihrem seildurchwobenen Tempel überprüfen die Balancierenden Mönche die Spannung der Welt.
Im höchsten Tal aber steht das Kloster Oi Dong, wo die kämpfenden Geschichtsmönche darüber wachen, dass es überhaupt ein Morgen gibt. Der berühmteste Geschichtsmönch (Der Zeitdieb) ist Lu-Tze, der Kehrer. Sein Name dürfte von Laotse, alter Meister, abgeleitet sein.

### Djelibeby
Djelibeby (von „Kind des Djel“, im Englischen ein Wortspiel mit „jelly baby“ = engl. für Gummibärchen) ist ein kleines, ägyptisch geprägtes Königreich, das sich am Fluss Djel erstreckt. Es wurde 7000 Jahre lang vom Hohepriester Dios regiert. Offiziell herrschte immer ein Pharao, der allerdings stets eine Marionette des Hohepriesters war.
Früher war Djelibeby eine Großmacht, die ihre Nachbarn auch kulturell prägte. Die immensen Kosten des traditionellen Pyramidenbaus zwangen die Herrscher jedoch immer wieder zum Landverkauf. Inzwischen ist das Reich auf die unmittelbare Umgebung des Flusses geschrumpft. Es dient als Pufferzone zwischen Tsort und Ephebe. Im Buch Pyramiden sorgt der Bau einer besonders großen Pyramide dafür, dass das ganze Königreich um 90 Grad in eine andere Dimension kippt. Tsort und Ephebe liegen nun direkt nebeneinander und beginnen sofort mit Kriegsvorbereitungen. Der neue Pharao Pteppic verhindert den Krieg und bringt Djelibeby wieder in seine ursprüngliche Position.

### Ephebe und Tsort
Ephebe (angelehnt an die Stadt Ephesos) ist ein Stadtstaat. Er liegt am Runden Meer neben Djelibeby und Omnien. Die Bevölkerung dieser ans antike Griechenland angelehnten Nation teilt sich in Freie und Sklaven. Freie beschäftigen sich vor allem mit Philosophie und Kunst, Sklaven erledigen die Arbeit, wenn sie nicht gerade ihren freien Tag haben oder im Urlaub sind. Das ephebische Pantheon ist vielköpfig und komplex. Ephebes Staatsform ist eine Demokratie nach attischem Vorbild, sprich alle haben eine Stimme, außer Frauen, Sklaven und Minderbemittelte.
Tsort (angelehnt an Troja) ist der politische Rivale von Ephebe und dessen Erbfeind. Nachdem Prinzessin Elenor (angelehnt an Helena) von einem tsortanischen Prinzen entführt wurde, rächte sich Ephebe durch in einer Holzkuh versteckte Soldaten. Nur weil das kleine Königreich Djelibeby zwischen beiden Staaten liegt, kommt es nicht zu dauerhaften Auseinandersetzungen.

### Gegengewichts-Kontinent
Der Gegengewichts-Kontinent ist „ein Fleck – ein Fleck in der Form eines nicht besonders einladenden Kommas“ (Echt zauberhaft S. 49), also, ein eher kleiner Zipfel auf der Rückseite der Spitzhornberge. Sein Name und seine Funktion sind identisch. Er bildet das Gegengewicht zu allen anderen Land- und Wassermassen und hält die Scheibenwelt im Gleichgewicht. Was er an Fläche nicht zu bieten hat, muss er durch Masse kompensieren, weshalb 90 % aller Goldvorräte der Scheibenwelt auf diesem Flecken konzentriert sind.
Im Achatenen Reich, das die Bewohner des Kontinents organisiert, ist Gold daher allgegenwärtig und wird in etwa so wertgeschätzt wie andernorts Blei. Die Währung des Reiches ist der Rhinu, ein etwa handtellergroßes Goldstück.
Das Achatene Reich ist von einer Großen Mauer umgeben. Offiziell sollen so böse fremdländische Vampire und Dämonen ferngehalten werden, tatsächlich aber dient sie dazu die Bewohner im Lande einzusperren. Jahrtausende der Knechtschaft haben die Bewohner des Achatenen Reiches äußerst höflich und gehorsam werden lassen. Sie haben inzwischen die Knute im Kopf. Kommt es dennoch einmal zu Revolten, werden Forderungen in Sätzen wie: „Brechen wir ganz sanft die Macht der Unterdrückung“ geäußert.
Im Herzen des Achatenen Reiches liegt Hunghung, die Hauptstadt. „Bes Pelargic ist der wichtigste Seehafen … Man erreicht ihn, wenn man von den Braunen Inseln aus eine Woche lang drehwärts segelt.“ (Farben der Magie S. 31)
Beherrscht wird das Reich von einem Kaiser, der aber, wie so oft, nur die Marionette seines Großwesirs ist. Der Kaiser entstammt immer einer der fünf sich ständig bekriegenden Adelsfamilien: Hong, Sung, Fang, Tang oder McSweeney. Nachdem die „Graue Horde“, angeführt von Cohen dem Barbaren, die Macht übernommen hat, erlebt das Reich allerdings nun die Abarten des aufgeklärten Cohenismus.
Nicht nur wegen der Großen Mauer erinnert das Achatene Reich stark an das Chinesische Kaiserreich.

### Gennua
Gennua erstreckt sich im Delta des Flusses Vieux. Früher kontrollierte die Stadt den Fluss und gewann so beträchtlichen Reichtum. Inzwischen umgibt nur noch Sumpf die kleine Metropole und liefert den verarmten Bewohnern fragwürdige Ingredienzien für ihre berühmte Küche. Gennua ist eine Baronie. Nach der Intervention des Hexentrios aus Lancre (siehe: Total verhext) regiert Baronin Ella die Stadt. Das Nationalgericht ist Gumbo, eine Art Eintopf. Nach dem Vorbild des venezianischen Karneval feiert Gennua einmal im Jahr den Dicken Mittag, angelehnt an den Mardi Gras (fetten Dienstag). Die Hexen in Gennua, allen voran Frau Gogol, beziehen ihre Macht hauptsächlich aus voodooähnlichen Ritualen.

### Klatsch
In randwärtiger Richtung des Runden Meeres erstreckt sich der Klatschianische Kontinent. Ursprünglich stand dieser Name für ein altes Imperium, heutzutage wird er für die gesamte, von Al Khali aus beherrschte, Region verwendet. Große Teile des Landes bestehen aus Wüste, in der miteinander verfeindete Stämme um die Vorherrschaft kämpfen.
Al Khali ist die Hauptstadt von Klatsch, hier residiert der regierende Prinz Khufurah. Der vorherige Herrscher, sein Bruder Cadram, hatte versucht die Regierungsgewalt zu zentralisieren, scheiterte aber am erbitterten Widerstand der verschiedenen Wüstenstämme, allen voran die D’regs.
Klatsch versucht immer noch sein einstiges Imperium wiederherzustellen und ist deshalb größter Abnehmer der ankh-morporkianischen Waffenindustrie. Die Zahlungen erfolgen in Ankh-Morpork-Dollar, da der klatschianische Wol, eine Währung auf Silberbasis, einen miserablen Wechselkurs hat.
Klatsch blickt auf eine beeindruckende Liste kultureller Leistungen zurück. Hier wurde alles erfunden, was mit Al beginnt. Also Al-gebra, rechnen mit Summen und Buchstaben, für die, die für Zahlen nicht intelligent genug sind. Al-chimie, Schwefel und so, oder der Al-kohol.
In Ankh-Morpork ist Klatsch das Synonym schlechthin für alles Fremdländische. Klatsch hat einige Ähnlichkeiten mit arabischen Kulturen der Rundwelt (Schrift, Gewänder, Figurennamen etc.). Das gebräuchlichste morporkianische Schimpfwort für die Klatschianer lautet Handtuchkopf.
Die Menschen in Klatsch sind überwiegend von dunklerer Hautfarbe. Ihre exotische Küche zeichnet sich durch eine Vielzahl scharfer Gerichte auf Currybasis aus.
Die Ankh-Morporkianer sind dennoch der Ansicht, sie seien Klatschianern haushoch überlegen.
Klatschianisch wird in Ankh-Morpork selten gesprochen, dafür aber als Synonym für Flüche aller Art gebraucht, was in etwa so abläuft: „Verdammter Mist – entschuldige mein Klatschianisch“. Das erinnert an den englischen Ausdruck Pardon my French. Einstmals gehörte Klatsch zum Imperium, das General Tacticus für Ankh-Morpork erobert hatte; die Ruinen der Stadt Taktikum in der Wüste erinnern daran.

### Kreideland
Das Kreideland ist ein hügeliger Landstrich am Fuß der Spitzhornberge, der aus Kreide besteht, in die Feuersteine eingelagert sind. Regiert wird das Kreideland vom Baron, bzw. von dessen Sohn Roland und seiner Gemahlin Lätitia (die eine Hexe sein könnte, wenn sie nicht die Baronin wäre). Die Menschen, die hier leben, sind Schafzüchter und der ebenfalls ansässige Koboldstamm sind die Wir-sind-die-Größten. Tiffany Weh, eine Hexe und Lieblingsschülerin von Oma Wetterwachs, stammt vom Land unter der Welle und genießt dort große Achtung. Es ist an die Landschaft im Süden Englands angelehnt.

### Koomtal
Das Koomtal spielt, nicht nur in KLONK, eine wesentliche Rolle innerhalb des Scheibenweltuniversums. Sowohl für Trolle wie für Zwerge ist es ein mythischer Ort, auf den allenthalben Bezug genommen wird. Hier hat die legendäre Schlacht im Koomtal stattgefunden, streng historisch gesehen inzwischen etwa dreiundzwanzig Mal. Hier haben die Zwerge den Trollen aufgelauert oder umgekehrt, und hier hatten der legendäre zwergische Kriegerkönig B’hrian Blutaxt und Diamant, der Trollkönig, ihren letzten Auftritt.
Das Koomtal wurde in Liedern besungen, Opern wurden darüber komponiert und, nicht zu vergessen, Methodia Schlingel malte sein berühmtes, 15 Meter langes und drei Meter hohes Gemälde von der Schlacht im Koomtal. Genug Stoff also, um dem Koomtal eine Aura zu verleihen, wie sie nur wenigen Orten der Scheibenwelt eigen ist.
Das Koomtal ist groß, etwa 250 Quadratmeilen. Es liegt etwa drei Tagesreisen von Ankh-Morpork entfernt und bildet den Übergang von der Sto-Ebene zu den Spitzhornbergen. Am Talausgang liegt die größte Ansiedlung, ein Städtchen namens Koomfurt. Wegen des Kalksteins ist das Tal voller Ponore und Höhlen und der Verlauf des Koom ändert sich mitunter stündlich. Das Koomtal ist also kein Ort für besinnliche Spaziergänge, sondern eindeutig eine Landschaft mit Charakter. Genau besehen, eignet sich das Tal auch als Schlachtfeld nur bedingt und war es ja schließlich auch nicht, wie die erstaunliche Entdeckung der Königshöhle in KLONK bewiesen hat.
Cwm (gesprochen kuhm) ist walisisch und bedeutet Tal. 'Koomtal' ist somit ein Tautonym

### Krull
Krull ist ein altes, weises Inselkönigreich und liegt ganz in der Nähe des Randes. Der höchste Punkt der Hauptinsel ragt sogar ein kleines Stück über den Rand der Scheibenwelt hinaus. Das begünstigt die astronomische Forschung und macht sie enorm erfolgreich. Krull hat vor etlichen Jahrhunderten den Randzaun gebaut. Auf einer Länge von 10.000 Meilen, also einem Drittel des Scheibenumfangs, haben sie eine Netzbarriere konstruiert und kontrollieren deren Stabilität regelmäßig mit sieben Reparaturflotten.
Die Nation lebt von allem, was, statt mit dem Meerwasser über den Rand gespült zu werden, im Zaun hängen bleibt. Planken, Schiffe, Fässer mit Wein, Stoffballen und Schiffbrüchige, denen nach ihrer Rettung die Zunge herausgeschnitten wird, bevor sie versklavt werden.
Die Krullianer sind ein hoch zivilisiertes Volk, das von klugen Gelehrten regiert wird. Kunst, Forschung und magische Wissenschaften sind weit fortgeschritten. Zwar verlangt ihre etwas rückständige Religion noch nach dem einen oder anderen Menschenopfer, aber ansonsten zeichnen sie sich durch eminente Höflichkeit und Gastfreundschaft aus.
In Die Farben der Magie strebt der Erzastronom der Krullianer danach, eines der größten Geheimnisse der Astrobiologie zu lösen: Die Frage nach dem Geschlecht von Groß-A’Tuin, der riesigen Träger-Schildkröte (Gattung: chelys galactica) der Scheibenwelt. Mit Hilfe einer Art Rakete, dem Mächtigen Reisenden, sollen zwei Chelonauten über den Rand fliegen und nachsehen, was dran bzw. nicht dran ist an Groß-A’Tuin. Dass am Ende der Tourist Zweiblum und Rincewind der Zauberer mit dem Mächtigen Reisenden über den Rand fliegen, soll hier nur erwähnt werden und verwundert sicher niemanden wirklich.

### Lancre

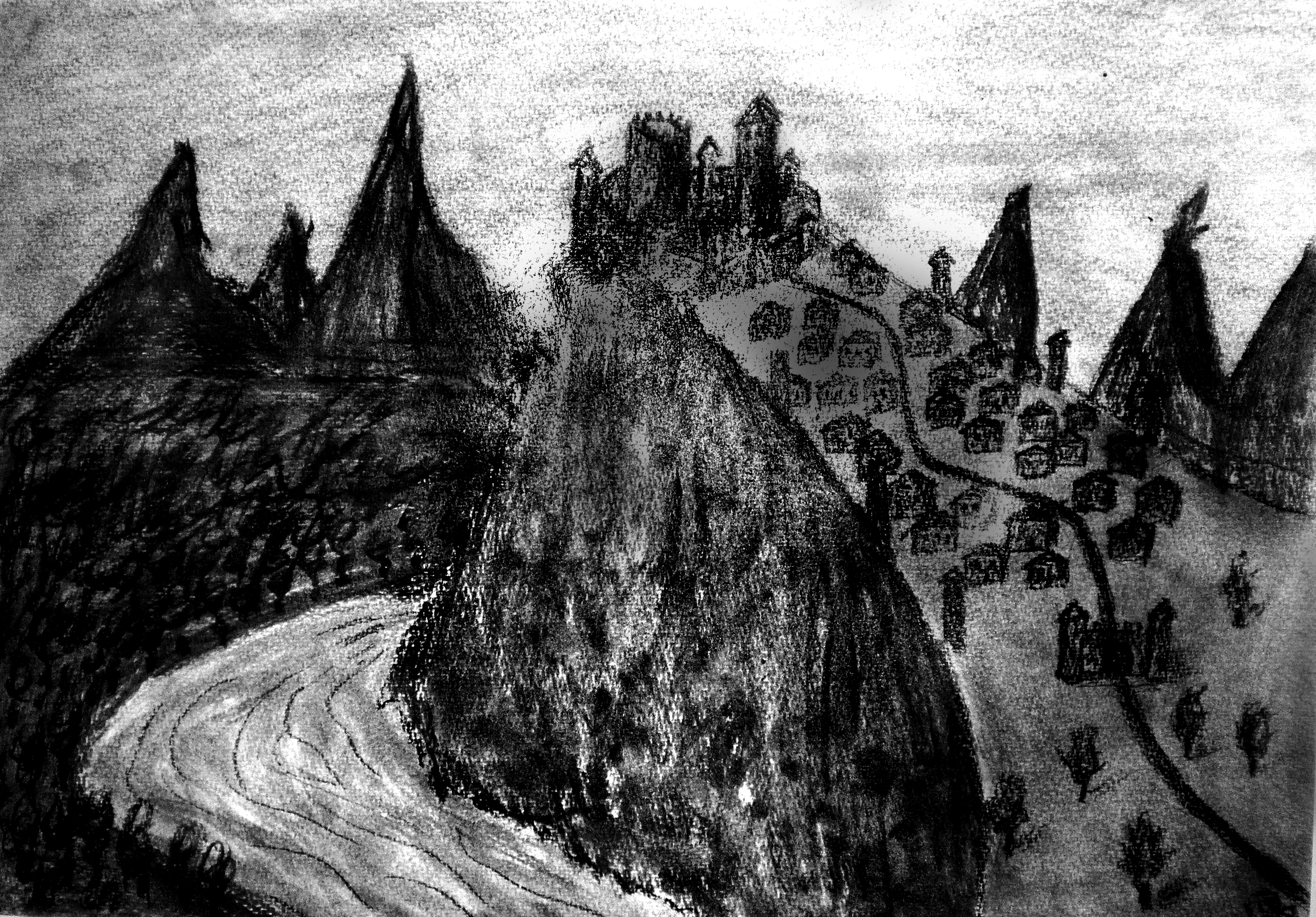
Stadt Lancre

Lancre ist ein winziges Königreich, etwa 40 Meilen lang und höchstens 10 Meilen breit. Es liegt hoch in den Spitzhornbergen und wird von König Verence II., dem ehemaligen Hofnarren, regiert. Die gängigen Beschreibungen Lancres betonen, dass es dort viel flaches Land gebe, das aber meist vertikal verlaufe. Lancre ist ein Königreich mit eigenem Bewusstsein. Das Land will geliebt werden, sowohl von seinem Monarchen als auch von seinen Bewohnern. Verences Vorgänger, der Usurpator Lord Felmet, hasste das Land, was dem König schließlich schlecht bekommen ist.
Im Land leben mindestens drei Hexen, die hohes soziales Ansehen genießen. Sie kümmern sich um Geburten, Krankenpflege und letztlich auch Begräbnisse. Sich ihren Ärger oder Zorn zuzuziehen ist eher wenig empfehlenswert. Lancre ist in verschiedene Reviere aufgeteilt, die von den Hexen Oma Wetterwachs, Nanny Ogg und Magrat Knoblauch betreut werden. Magrat heiratet später König Verence und gibt das Hexendasein auf, an ihre Stelle tritt dann Agnes Nitt. Andere Hexen tauchen nur in Randbemerkungen auf; lediglich eine gewisse Diamanda erlangt größere Bedeutung.
König Verence II. ist der erste Herrscher in Lancres Geschichte, der sich ernsthaft um die Regierungsgeschäfte bemüht. Nicht als Thronfolger geboren, lernt er die Kunst des Regierens aus Büchern. Verence hält wenig von klassisch monarchistischer Tyrannei und initiiert Reformen auf allen möglichen Gebieten. Er reformiert die Landwirtschaft (was allerdings von den Bauern stillschweigend ignoriert wird), stellt Gelehrte ein und etabliert sogar ein Parlament (verärgert damit jedoch seine Untertanen, die der Meinung sind, dass das Regieren sein Job sei. Die Abgeordneten sind demnach nur anwesend, wenn gerade nichts anderes anliegt). Literarisch persifliert Pratchett mit der Figur Verence II. den aufgeklärteren Absolutismus.

### Leshp
Die versunkene Insel Leshp liegt im Meer, genau in der Mitte zwischen Klatsch und Ankh-Morpork. In Fliegende Fetzen taucht sie aus dem Meer auf und provoziert einen Krieg zwischen diesen beiden Nationen. Beide Länder erheben Besitzanspruch auf die Insel, auch wenn niemand weiß, was mit ihr anzufangen wäre. Die Insel ist mit seltsamen Ruinen und Gebäuden der verschiedensten Baustile bedeckt. Sowohl ankhmorporkische wie klatschianische Elemente sind nachweisbar. Wirklich bedrohlich aber wirken die unheimlichen Motive tintenfischähnlicher Wesen (eine Anspielung auf Cthulhu und R’lyeh aus den Romanen H. P. Lovecrafts). Seltsame Geräusche aus dem Inneren der dunklen und etwas schleimigen Gebäude veranlassen die Entdecker (Fischer beider Nationen), in ihren Booten zu übernachten. Es gibt weder Holz- noch Süßwasservorkommen.
Die Insel besteht zum größten Teil aus Bimsstein. In dem Hohlraum unter der Insel, der über und über mit Zeichen bemalt ist, sammelt sich Faulgas an, was das Aufsteigen der Insel zur Folge hatte. Nach etwa zwei Wochen, wenn das Gas entwichen ist, versinkt die Insel wieder. Dieser Vorgang wiederholt sich in langen Zeitabständen regelmäßig.

### Sto-Ebene
Die Sto-Ebene bildet das Hinterland von Ankh-Morpork. Sie ist weitläufig, flach und wird ausnahmslos landwirtschaftlich, zum Anbau von Kohl, genutzt. Die größten Städte der Ebene sind Sto Lat (poln. hundert Jahre, Beginn eines beliebten Geburtstagsliedes) und Sto Helit. Keli, die Herrscherin von Sto Lat, entkam mit Hilfe von Mort (Tods Lehrling) ihrem vorausbestimmten Ende. Zum Dank ernannte sie Mort zum Herzog und seine Frau Ysabel zur Herzogin von Sto Helit. Susanne Sto Helit, die Thronerbin, arbeitet als Gouvernante, Lehrerin und aushilfsweise auch als Vertretung ihres Großvaters Tod.

### Überwald
Überwald (von Transsylvanien; lat. trans = jenseits, in alten deutschen Ortsnamen auch: über, silva = Wald) ist die Heimat der Zwerge, Igors, Vampire, Werwölfe und Kuckucksuhren. „Menschen sind kaum ein Hintergrundrauschen in der Geschichte von Überwald“ (Der fünfte Elefant). Die Hauptstadt der Region ist Burums (gesprochen: Bums), dort teilen sich drei Potentaten die Herrschaft. Rhys, der Niedere König, regiert unter der Erde, Lady Margalota (Vampirin) und der Baron (Werwölfe) darüber. Im Untergrund von Überwald lagern große Fettvorkommen, die das eher unwirtliche Territorium zum politischen Interessengebiet verschiedenster Nationen macht.
In Bad Blintz leben Ratten und Menschen friedlich zusammen, was aber einen Haufen Papierkram kostet (siehe: Maurice der Kater).
Die erste Uhr, die die Zeit einfangen sollte, wurde in Bad Schüschein gebaut (siehe: Der Zeitdieb).
Die Überwaldische Sprache, soweit in den Romanen angedeutet, ähnelt dem Deutschen, ermangelt aber oft der Umlaute. In älteren Originalausgaben der Scheibenwelt-Romane findet sich auch die Schreibweise „Uberwald“. Überwald ist ein literarischer Cocktail aus Schwarzwald, Transsylvanien und Russland (der Kirschgarten).

### XXXX
Auf Karten und Modellen der Scheibenwelt existiert ein mysteriöser, unentdeckter Kontinent, der mit XXXX gekennzeichnet ist.
Diese Terra Incognita ist ein extrem heißer Ort, überwiegend rötlich gefärbt und zu großen Teilen von Sand bedeckt. Eine gewisse Ähnlichkeit mit Australien ist nicht zu leugnen. Die Trockenheit erklärt sich aus der Tatsache, dass seit Jahrtausenden ein feststehendes Hoch über dem Festland liegt, das keine Niederschläge zulässt. Das wiederum liegt daran, dass dieser Kontinent, ohnehin eine Art Anbau, vom Schöpfer noch nicht fertiggestellt wurde. Es fehlt die entscheidende Drehung, um ihn am vorgesehenen Ort zu verankern. Diese Aufgabe übernimmt Rincewind (in Heiße Hüpfer), dessen ausgedehntem Aufenthalt in Viericks wir im Übrigen alle weiteren Erkenntnisse verdanken.
Auf seiner xxxxianischen Odyssee musste Rincewind die demütigende Erfahrung machen, dass alle seine Gesprächspartner Regen für ein Märchen hielten, das man Kindern erzählt, um ihnen Angst zu machen. Als es schließlich zum ersten Mal regnet, ist ihm das eine tiefe Genugtuung.
Alles, was XXXX, oder auch Viericks, an Flora und Fauna zu bieten hat, ist tödlich oder mindestens hochgradig giftig, mit Ausnahme einiger Pferde und Schafe. Die Verballhornung zu Terror Incognita hat also durchaus ihre Berechtigung.
Die Hauptstadt von Viericks ist Mistauch, eine Hafenstadt mit einer Oper, einer Universität, mehreren Brauereien und der alljährlichen Parade. Eine der wichtigsten Städte in Hinterland von XXXX wird von den Einheimischen "Hebringeinbiermit", im Original "djjabringabeeralong", genannt. Das Regierungssystem von XXXX ist die parlamentarische Demokratie, mit dem feinen Unterschied, dass alle gewählten Regierungschefs sofort nach der Wahl ins Gefängnis gesteckt werden, wo sie später ohnehin landen würden. Die Währung des Landes ist der Tintenfisch.
Die Bewohner von Viericks teilen sich in drei Kategorien: Eingeborene (ultraschwarze Bumerangwerfer), Einheimische, die sich ihren einheimischen Status verdient haben (Zwerge, Menschen, känguruhartige Menschen, krokodilähnliche Menschen), und Fremde, die von einem Stück Treibholz gesprungen sind und den Einheimischen die Arbeit wegnehmen.
Alle Einwohner lieben dünnes Bier, was manche Banausen behaupten lässt, der Name des Kontinents leite sich von der australischen Biersorte XXXX (sprich: Four-x) ab, die von der Castlemaine Perkins Brewery hergestellt wird. Die Brauerei verwendet X zur Angabe des Alkoholgehalts.
Bevor Rincewind die entscheidende Wende zum Besseren einleitet, schenkt er dem Land einen neuen, selbst entwickelten Brotaufstrich ähnlich dem beliebten australischen Vegemite oder dem britischen Marmite.

## Die Hexen
In den Scheibenwelt-Romanen wird strikt zwischen Zauberei und Hexerei unterschieden. Während Zauberei (fast) ausschließlich von Männern ausgeübt wird und ein Studium voraussetzt, ist Hexerei den Frauen vorbehalten und wird von einer Generation an die nächste weitergegeben. Magie wird nur als letztes Mittel angewandt. Hexen genießen ein gewisses Ansehen in der Bevölkerung; sie betätigen sich beispielsweise in der Krankenpflege, Geburtshilfe und Totenwache.
Ein Trio von Scheibenwelt-Hexen besteht aus Oma Wetterwachs, Nanny Ogg und Magrat Knoblauch. Magrat wird in den späteren Romanen durch Agnes Nitt abgelöst. Der Hexe Tiffany Weh widmet Pratchett fünf Bände der Scheibenweltromane.

### Esmeralda Wetterwachs
Esmeralda Wetterwachs ist in Lancre beheimatet. Von ihrer Freundin Nanny Ogg wird sie Esme gerufen und wenigen, auserwählten Personen, wie Tiffany Weh, ist es erlaubt, sie „Oma“ zu nennen. Obwohl nicht verheiratet, besteht sie nachdrücklich darauf, mit „Frau Wetterwachs“ angesprochen zu werden.
Ihrer uralten, karg möblierten Hütte sieht man deutlich an, dass sie schon etlichen Generationen von Hexen als Behausung gedient hat. Hütten werden nämlich von Hexe zu Hexe weitervererbt.
Esmeralda Wetterwachs würde nie von sich behaupten, die mächtigste Hexe der Scheibenwelt zu sein, genauso wenig, wie sie die oberste Hexe ist. Der folgende kurze Dialog macht das ganz deutlich:
„Frau Wetterwachs ist die oberste Hexe, nicht wahr?“
„O nein!“ widersprach Frau Grad schockiert. „Hexen sind alle gleich. Bei uns gibt es keine oberste Hexe oder etwas in der Art. Das verstieße völlig gegen den Geist der Hexerei.“
„Oh, ich verstehe,“ sagte Tiffany.
„Außerdem würde Frau Wetterwachs so etwas nie zulassen,“ fügte Frau Grad hinzu.
In einem magischen Duell mit dem Erzkanzler der Unsichtbaren Universität hat sie zwar mindestens ein Remis erzielt, sie arbeitet jedoch viel lieber mit Überzeugungskraft, von ihr Pschikologie oder Kopfologie genannt. Dem durchdringenden Wetterwachs-Starren kann kaum etwas standhalten.
Ihr größtes Talent besteht darin, ihren Geist in den Geist anderer Wesen zu versetzen. Sie nennt es Borgen. Das geborgte Wesen bemerkt dabei kaum etwas von ihrer Anwesenheit, während sie hört und sieht, was geschieht. Inzwischen kann Esmaralda Wetterwachs sogar einen Bienenschwarm borgen, worauf sie, ganz gegen ihre sonstige Art, tatsächlich ziemlich stolz ist.
Während des Borgens liegt sie zu Hause in ihrer Hütte in einer sehr tiefen Trance, die von Unwissenden leicht mit ihrem Dahinscheiden verwechselt werden könnte. Um dem Missgeschick des Lebendig-Begraben-Werdens zu entgehen, was in „Das Erbe des Zauberers“ beinahe passiert wäre, hängt um ihren Hals immer ein Schild, auf dem: „Ich binne nich tot!“ zu lesen ist.
Der Charakter von Esmeralda Wetterwachs macht mit der Zeit eine erhebliche Verwandlung durch. Sie beginnt ihre Scheibenweltkarriere in Blödes Kaff, einem Weiler, der etwa 15 Meilen entfernt von Ohulan Cutash liegt, immerhin eine Ansammlung von etwa 100 Häusern. In Das Erbe des Zauberers agiert sie dort als ziemlich engstirnige, schrullige, schlecht gelaunte Dorfhexe. Durch etliche, immer unwillig unternommene, Reisen gewinnt sie deutlich an Profil und Tiefe. Nicht, dass sie schließlich zur Kosmopolitin werden würde, Lancre ist und bleibt der Ort ihrer Wahl, aber während ihres Aufenthalts in Ankh-Morpork spielt sie zumindest mit dem Gedanken, sich dort dauerhaft niederzulassen.
Esmeralda Wetterwachs ist erste und einzige weibliche Dozentin an der Unsichtbaren Universität. Ihre Fächer sind Kräuterkunde und Hexerei. Die Schüler müssen allerdings einen gesunden Landaufenthalt in Lancre in Kauf nehmen, um in den Genuss ihres Wissens zu kommen.
Wegen ihrer großen Macht hat Esmeralda Wetterwachs, wie alle Wetterwachse, mit der Nähe zum Dunklen zu kämpfen. Ihre permanent schlechte Laune mag sich dadurch erklären, dass sie unablässig prüfen muss, ob sie nicht doch anfängt zu gackeln. Gackeln ist der Zustand, mit dem Hexen den totalen Verlust des Realitätssinnes zu bezeichnen pflegen. Ungeachtet ihres durchaus als grimmig zu bezeichnenden Charakters besitzt sie ein großes Herz, was sie jedoch auf der Stelle abstreiten würde. Seit einiger Zeit teilt ein weißes Kätzchen namens Du die Hütte mit Oma Wetterwachs. Das Tierchen ist ein, insgeheim heiß geliebtes, aber widerwillig angenommenes Geschenk von Tiffany Weh. Du ist das einzige Geschöpf, das den Kater Greebo (siehe Nanny Ogg) binnen kürzester Zeit in ein ängstlich winselndes Geschöpf verwandeln kann.

### Gytha „Nanny“ Ogg
Anders als die anderen Hexen wohnt Gytha Ogg nicht in einer abgelegenen Hütte, sondern in einem putzigen, pieksauberen Neubau mitten in Lancre. Woraus zu lernen ist, dass Gewohnheiten (Hütten vererben) durchaus keine Gesetze sind.
Die immer fröhlich wirkende Nanny Ogg ist, im Gegensatz zu ihrer besten Freundin Oma Wetterwachs, ein höchst geselliger Mensch. Ebenso wie diese vermeidet Nanny weitgehend den Einsatz echter Magie. Sie setzt bei Konfrontationen, aufgrund ihres einfachen, unkomplizierten Wesens, lieber auf subtile Mittel wie Faustschläge, Alkohol oder ihren Besenstiel.
Sie war dreimal verheiratet und in ihrer Jugend, aber auch im gesetzteren Alter einer Männerbekanntschaft nie abgeneigt. Obwohl sie ständig behauptet, über dieses Alter hinaus zu sein, hindert sie nichts, eine romantische Affäre mit Casanunda, dem zweitbesten Liebhaber der Scheibenwelt, anzufangen. Alkoholische Getränke ziehen sie magisch an, und sie ist für extrem schlüpfrige, meist auf Kneipentischen vorgetragene, Liedvorträge berüchtigt.
Nanny ist die beste Hebamme der Scheibenwelt, was sie schließlich dazu qualifizierte, auch der Zeit bei der Geburt ihrer zeitgleichen Söhne (keine Zwillinge) behilflich zu sein. Wegen ihrer unüberschaubar großen Familie gilt Nanny Ogg als informelle Herrscherin des kleinen Königreiches Lancre. Sie kann als Mater Familias nicht nur über die eigenen Kinder, sondern über eine Armee von Schwiegertöchtern und -söhnen, Enkeln und Urenkeln gebieten. Die familiäre Konflikt- und Koalitionslage des Ogg-Clans ist höchst komplex und für einen Außenstehenden nicht durchschaubar. Männliche Nachkommen, so lange sie noch im Iiehh-sind-die-klebrig-Stadium stecken, werden von Nanny verwöhnt und verhätschelt.
Schwiegertöchter, deren Namen Nanny sich nicht einmal zu merken bemüht (es sind einfach die Mädchen), haben per se einen schweren Stand. Sie müssen in regelmäßigen Wechselschichten den Haushalt in Ordnung halten, und wehe, wenn dabei gepfuscht wird. Die ganze Familie ist sich bewusst, dass man in Nannys Gunst nur langsam steigen, aber sehr schnell fallen kann. Nicht nur deshalb quillt ihr Häuschen vor Kinderzeichnungen, Souvenirs und Mitbringseln über. Ihr Kater Greebo ist ein hässliches, gefräßiges, hinterlistiges und aggressives Tier. Er ist stets zum Kampf bereit, gegen alles und jeden. Selbst Bären und Wölfe machen einen Bogen um Greebo, den Vater sämtlicher Katzen von Lancre. Für Nanny ist er noch immer das hilflose, flauschige Kätzchen, das sie vor Jahren mit unter ihre Bettdecke genommen hat.
Nanny Ogg ist auch eine scheibenweltbekannte Autorin. Nicht unter ihrem Namen, sondern unter dem Pseudonym Eine Hexe aus Lancre hat sie das erotische Kochbuch Froide für den Gaumen, und niche nur dafür verfasst, das inzwischen in der 127. Auflage vorliegt.

### Magrat Knoblauch
Magrat Knoblauch hat ihre Ausbildung bei Gütchen Wemper genossen. Dem Geist ihrer Ausbilderin und dem der Hütte entsprechend, ist sie eine Forschungshexe. Sie hinterfragt alles, liest Bücher und ist, aufgrund ihrer besseren Kräuterkenntnisse, die beste Heilerin des Hexentrios. Das trägt allerdings nicht dazu bei, ihr geringes Selbstbewusstsein zu heben. Als Jüngste der Drei darf sie gerade einmal Tee kochen, Kekse reichen und ein verständnisloses Gesicht machen. Auf die wirklich wichtigen Fragen erhält sie nie eine Antwort.
Mit ihrer hilflosen Suche nach dem eigenen Selbst ist Magrat die Persiflage der New-Age-Hexen unserer Zeit. Sie ist Vegetarierin und militante Vertreterin gesunder Lebensweise. Sie ist sanft, verständnisvoll und glaubt an die Macht von Aromatherapie. Ohne magischen Schmuck, Talismane, Duftkerzen und bunte Steine ist für sie keine spirituelle Atmosphäre denkbar. Zur Steigerung ihres Selbstwertgefühls lernt sie Kampfsporttechniken mit Hilfe einer Broschüre.
Magrats Aussehen ist, ihrer eigenen Einschätzung nach, nun – problematisch. Ihre Haare lassen sich nicht frisieren und ihre Figur ähnelt einem Bügelbrett, auf dem zwei Erbsen liegen. Dazu ist sie häufig verschnupft. Zum Ausgleich hat Magrat ein romantisches Wesen. In Total verhext wird sie durch den Tod der Hexe und guten Fee Desiderata Holig selbst zu einer Fee und mimt ihre Patentochter auf dem Krönungsball in Gennua. So kann sie verhindern, dass die Fee Lily Wetterwachs die Stadt endgültig unter ihre Kontrolle bringt. Sie möchte umworben werden und glaubt, dass Elfen fröhliche Wesen sind. Zumindest so lange, bis, am Tag ihrer Hochzeit mit Verence II., die Elfenkönigin in Lancre einfällt und ihren künftigen Gemahl kidnappt. In Waffen und Rüstung von Ynci, einer historischen lancreschen Kriegerin, tritt sie den Eindringlingen entgegen und entpuppt sich dabei als erstaunlich gewalttätig. Im Anschluss an dieses Gemetzel nimmt Margrat Abschied von der Hexerei und heiratet den König und früheren Hofnarren.
Ursprünglich sollte Magrat Margarete heißen. Der Priester, dem ihre Mutter den Zettel mit dem Namen gab, litt bedauerlicherweise an Legasthenie und las den Namen falsch ab. Gelegentlich leidet Magrat unter ihrem falschen Namen.
Inzwischen (seit dem Roman Ruhig Blut) ist Magrat Mutter einer Tochter. Um den Fehler ihrer eigenen Mutter zu vermeiden, notierte sie folgendes auf den Zettel, den der Priester beim Namensgebungsfest vortrug: Esmerelda Margarete auf die richtige Schreibweise achten. Genau so heißt jetzt ihre Kleine.

### Agnes Nitt
Agnes ist eine wohlerzogene, schüchterne, junge Frau. Um sie nicht dick nennen zu müssen, sei angemerkt, dass es ihr sicher nicht schwerfallen würde, sich zwei Ferkel unter die Arme zu klemmen. In Lancre ist das ein durchaus probates Qualifikationsmerkmal für die Heirat mit einem ortsansässigen Landwirt.
Diesem absehbaren Schicksal möchte sie unbedingt entgehen, denn sie ist zudem eine ziemlich intelligente junge Frau.
Ihr erster Ausbruchsversuch (Lords und Ladies) führt sie in Diamandas Junghexenzirkel und endet tragikomisch. Zurückgeblieben ist davon der interessante Name Perdita, den sie sich damals zugelegt hat, und das Wissen, dass sie durchaus ein Talent fürs Magische mitbrachte. Vorsichtige Avancen seitens des etablierten Hexen-Trios schlägt sie jedoch aus, da sie das manipulative und selbstherrliche Gebaren der alten Vetteln abstoßend findet.
Die Natur hat Agnes Nitt nicht nur mit einem üppigen Körper, sondern auch mit einer zauberhaften Stimme gesegnet. In „Mummenschanz“ beschließt sie, dieses Talent zu nutzen und in Ankh-Morpork an der Oper als Sängerin zu reüssieren. Ein Stimmumfang von drei Oktaven und die Fähigkeit, mit sich selbst Duett zu singen, macht sie zum Liebling des Musikdirektors. Der Opernhausbesitzer hat allerdings andere figürliche Vorlieben und bestimmt eine wohlgeformte, gesanglich jedoch völlig unbegabte Blondine zur Diva. Perdita, wie sie sich wieder nennt, muss aus der zweiten Reihe ihre Stimme auf diese Person projizieren und die Blonde erntet den Applaus. Das kann Agnes auf Dauer nicht befriedigen und sie kehrt nach Lancre zurück. Dort wird sie, nach Magrats „Aufstieg“, die dritte Hexe im Bunde.
In Ruhig Blut stellt sich schließlich heraus, dass der metaphorische Satz: „In jedem dicken Mädchen steckt ein dünnes Mädchen, das herauswill“, bei Agnes konkret Gestalt angenommen hat. Das dünne Mädchen in Agnes heißt Perdita und ist eine höchst eigenständige Persönlichkeit, die charakterlich ihr genaues Gegenteil verkörpert. Frech, vorlaut, selbstbewusst, zynisch und extrem gemein zur Dicken. In extremen Situationen, wenn Agnes überfordert ist, übernimmt die rebellische Perdita ihren Körper und löst die Probleme. Agnes ursprünglicher Wunschname lautete Perdita X. Traum, im Englischen Perdita X. Dream. Die lautliche Ähnlichkeiten zum Extrem ist sicher nicht zufällig.

### Tiffany Weh
Terry Pratchett widmet Tiffany Weh (engl. Tiffany Aching) fünf Bände seiner Scheibenweltromane. In den ersten vier lässt er uns an ihrer Entwicklung von einer neunjährigen, altklugen Göre bis zum sechzehnjährigen, pubertierenden Teenager teilhaben.
Tiffany Weh stammt aus dem Kreideland und das Kreideland ist Schafland. Sie ist die Enkelin von Oma Weh: ihre kleine Jiggit, was im Yan Tan Thetra, der alten Zählsprache der Schäfer, 20 bedeutete. Selbst nach ihrem Tod galt sie, inoffiziell, als beste Schäferin des Landes und absolute Autorität in allen Fragen, solange sie sich um Schafe drehten. Wahrscheinlich war Oma Weh eine Hexe, der nie jemand gesagt hatte, dass sie es ist. Sie hatte es nicht nötig, auf Magie zurückzugreifen, um den Menschen zu helfen. Sie sorgte stattdessen dafür, dass die Leute sich selbst halfen – ein Indiz für eine wirklich gute Hexe. Von Oma Weh lernte Tiffany das prägende Motto: Jemand muss für die sprechen, die keine Stimme haben.
Tiffany Weh ist die Hexe des Kreidelandes, die einzige, wie sie betont. In Kleine freie Männer wird Tiffany, erst neun Jahre alt, als Hexe vorgestellt. Nur mit einer eisernen Bratpfanne bewaffnet, vertreibt sie die Feenkönigin aus ihrem Land. Nebenbei rettet sie ihren Bruder Willwoll und Roland, den Sohn des Barons, aus ihren Klauen.
Die Hexensucherin, Fräulein Tick, die Tiffany zufällig entdeckt, kann es kaum glauben, denn nach der gängigen Theorie kann weiche Kreide weder eine Hexe hervorbringen, noch sie bei ihrem Tun unterstützen. Sie muss sich von Frau Wetterwachs eines Besseren belehren lassen. Der Kern der Kreide im Kreideland ist härtester Feuerstein und darauf fußt Tiffanys Macht.
Über Macht verfügt sie, wie sich bald herausstellt. Den ersten Teil ihrer Lehrzeit in Lancre (Ein Hut voll Sterne) absolviert sie bei Frau Grad. Leichtsinn und Unwissenheit führen dazu, dass sich ein uraltes, mächtiges und unsterbliches Wesen, ein Schwärmer, in ihrem Bewusstsein einnistet. Zunächst bekämpft sie es, dann aber erkennt sie, dass dieses Wesen unsagbar ängstlich ist und Schutz sucht. Sie gibt ihm den Namen Arthur und überantwortet ihn, auf sein Verlangen hin, dem Tod.
Als Nächstes nimmt Fräulein Verrat Tiffany unter ihre Fittiche (Der Winterschmied). Diesmal führen ihre Jugend und Impulsivität zu einer vertrackten Situation. Während des herbstlichen Moriskentanzes tanzt sie mit dem Winter und wird von ihm für die Sommerfrau gehalten, die er heftig begehrt. Nach einer Reihe recht unwirtlicher Vorfälle erlöst sie das Land und sich selbst mit einem heißen Kuss vom Winter. Nachdem ihr Oma Wetterwachs den letzten Schliff in der Ausbildung verpasst hat, indem sie ihr zeigt, wie man Menschen den Schmerz nehmen kann, kehrt Tiffany ins Kreideland zurück.
Tiffany Weh wäre nicht Tiffany Weh ohne ihre besondere Beziehung zu den Wir-sind-die-Größten!, dem Volk rauflustiger Kobolde, das in den alten Grabhügeln des Kreidelandes zu Hause ist. Von ihnen lernt sie, dass ihr Name Tiffany wie Tir-far-thionn klingt, was Land unter der Welle heißt.
Für einige Tage war sie die Kelda des Clans, was in etwa einer Königin entspricht. Seitdem steht sie unter deren ständigem Schutz und dauerhafter Beobachtung.
Nach ihrer Rückkehr ins Kreideland pflegt Tiffany den kranken Baron bis zu seinem Tod (Das Mitternachtskleid). Ihre Liaison mit Roland, dem Sohn des Barons, geht gründlich schief. Nach dem Tod des Barons heiratet Roland die Tochter eines benachbarten Herzogs. Lätitia bringt, obwohl blond und blaublütig, ebenfalls Anlagen zur Hexe mit. Tiffany Weh aber findet mit Preston, einem angehenden Doktor, den Mann ihres Herzens.
„Die Krone des Schäfers“ (2015, posthum erschienen) schließlich gilt als „Abschiedsroman“ Sir Terry Pratchetts von der Scheibenwelt, in der Tiffany als mittlerweile vollgültige Hexe diese retten muss und von etlichen anderen bekannten Scheibenwelt-Figuren unterstützt wird.

### Weitere Hexen
- Alison Wetterwachs, genannt Die Schwarze Alice (engl.: Black Alyss), war die Großmutter von Esme und Lily Wetterwachs. Ihr Name ist eine Anspielung auf die klassische Hexe aus den Märchen der Brüder Grimm. Ob sie wie diese tragisch in einem Ofen endete, ist unklar. Esme geht davon aus, dass sie nie wirklich auf die dunkle Seite gewechselt ist, sondern böswillige Verleumdungen ihr diesen Ruf eingetragen haben (Lords und Ladies).
- Lily „Lilith“ Wetterwachs ist die Schwester von Esme Wetterwachs. Sie war ursprünglich eine gute Fee, hat aber, wegen zu viel angewandter Spiegelmagie, völlig den Verstand verloren. Sie versucht allenthalben Märchenszenarien wirklich werden zu lassen. Unter dem Namen Lady Lilith herrscht sie in Gennua und inszeniert dort den Froschkönig, wird aber von ihrer Schwester gestoppt. In einem finalen Showdown kämpfen die beiden Schwestern gegeneinander und verschmelzen letztlich zu einer einzigen Person, die aber immer noch Esme Wetterwachs ist.
- Frau Gogol ist die Voodoo-Hexe von Gennua. Die Quelle ihrer Magie ist der Sumpf. Ihre größte Macht manifestiert sich in der Schaffung von Zombies. Sie war die Geliebte des verstorbenen Herzogs von Gennua und bemüht sich, dessen Tochter Ella auf den Thron zu bringen. Mit Hilfe der drei Hexen aus Lancre kann sie sich schließlich gegen die Spiegelmagie von Lily durchsetzen.
- Fräulein Tick (engl. Miss Tick, Wortspiel mit „mystic“ = Mystikerin) ist eine als Lehrerin getarnte Reisende und Hexe. Sie reist umher, weil sie eine der wenigen Hexensucherinnen ist. Findet sie in irgendeinem Ort ein vielversprechendes Mädchen, vermittelt sie ihm eine Ausbildungsstelle bei einer älteren Hexe, meistens in Lancre. Wie jede Hexe trägt sie einen spitzen Hut, der bei ihr allerdings aus Tarnungsgründen nur bei Bedarf mittels einer Sprungfeder seine Form annimmt.
- Frau Evadne Kuchen ist eigentlich keine Hexe, sondern ein Medium und eine Hellseherin. Frau Kuchen führt eine Pension in Ankh-Morpork. Dort wohnen vorwiegend Untote, darunter auch Angua von der Stadtwache. Ihre Tochter Ludmilla ist ein Werwolf, was die Auswahl ihrer bevorzugten Gäste erklärt. Aus unerfindlichen Gründen ist Frau Kuchen bei den Postboten der Königlichen Post besonders gefürchtet. Die Priester und Priesterinnen jedweder Religion sind dagegen von ihren rigorosen religiösen Spitzfindigkeiten entnervt.
- Frau Grad ist eine Hexe – mit zwei Körpern. Die beiden Grads sind, wie sie immer wieder betonen, keine Zwillinge. Verschiedene Arbeiten werden durch ihre Doppelkörperlichkeit erheblich erleichtert und beschleunigt. Ihre Jugend verbrachte sie im Zirkus, wo sie als Topsy und Tipsy die Zuschauer mit verschiedensten Tricks verblüffte. Frau Grad ist eine ungemein freundliche und hilfsbereite Hexe. Bei ihr lernt Tiffany Weh die Anfangsgründe des Hexenhandwerks – harte, langweilige und schmutzige Arbeit. Der gewaltsame Tod eines ihrer Körper versetzt Frau Grad zunächst einen schweren Schock. Nachdem sie aber gelernt hat ihren zweiten, nun virtuellen Körper, wie gewohnt zu benutzen, steigert das den Respekt ihrer Kundschaft ins Unermessliche.
- Fräulein Verrat ist 113 Jahre alt, als Tiffany Weh bei ihr den zweiten Teil ihrer Ausbildung beginnt (Der Winterschmied). Wie sich bei ihrem Tod herausstellt, ist sie jedoch erst 111. Fräulein Verrat gab sich aber als 113 aus, weil für sie 111 so „jugendlich“ klang. Sie ist das, was man am ehesten eine Gerechtigkeitshexe nennen könnte. Zu ihr kommen die Leute, um ihre Streitigkeiten schlichten zu lassen. Ihr Ruf und ihre schlechte Laune sind legendär. Ein Urteil von Fräulein Verrat ist absolut und unanfechtbar. Fräulein Verrat ist blind, sieht aber durch die Augen der beiden Raben, die links und rechts auf der Lehne ihres Stuhles sitzen (eine Anspielung auf Hugin und Munin, die beiden Raben Odins). Der Stuhl steht vor einem großen, klackernden Webstuhl, auf dem Fräulein Verrat alle möglichen Tuchwaren herstellt. Das Haus von Fräulein Verrat ist vom Keller bis zum Dach mit unheimlichen Gegenständen vollgestopft. Totenschädel, tropfende Kerzen, Spinnweben sind allgegenwärtig. Zwar stellt sich irgendwann heraus, dass all das aus dem Katalog von Boffo, einem Scherzartikelhandel, stammt, es verfehlt seine Wirkung trotzdem nicht. Ein weiteres Markenzeichen von Fräulein Verrat ist ihre Uhr. Ein ungeschlachtes mechanisches Gerät, das mit unüberhörbaren KLONGKLANG das Vergehen der Zeit anmahnt. Der Volksmund behauptet, Fräulein Verrat habe ihr Herz gegen diese Uhr austauschen lassen und sterbe erst, wenn die Uhr nicht mehr tickt. Tatsächlich stirbt Fräulein Verrat im Laufe des Romans, aber die Menschen glauben erst, dass sie tot sei, als bei der Beerdigung die Uhr stehen bleibt und verstummt. Nach ihrem Tod übernimmt Annagramma die Hütte von Fräulein Verrat, eine Schülerin von Frau Ohrwurm.
- Frau Ohrwurm (von ihr selbst Oor-wm ausgesprochen) ist der Snob unter den Hexen. Mit unendlicher Verachtung schaut sie auf die Dorfhexen und ihre schmutzige Arbeit herab. Frau Ohrwurm legt größten Wert auf ihr Aussehen und ihr Auftreten. Ein meterhoher, sternenverzierter Hut, sehr schwarze Kleidung und reichlich magischer Schmuck sollen für Respekt sorgen. Die traditionelle Hexenmagie hält sie für unwürdigen Humbug und versucht ihre Schülerinnen mit dem Gebrauch schriftlich fixierter Zauberformeln vertraut zu machen. Ihre gesammelten Erkenntnisse veröffentlichte sie in einem Buch Die Höhere MagieH von Letiza Ohrwurm, Hexe. Das alles macht sie zur Intimfeindin von Esmeralda Wetterwachs. Allerdings ist sie die einzige Hexe die gegenüber dem Glamour der Elfen immun ist.

## Zauberer

### Rincewind
Der unbegabte Zauberer Rincewind ist die Hauptfigur diverser Scheibenwelt-Romane und Protagonist des ersten Romans. In ihm manifestiert sich der Prototyp des zynischen Feiglings, dessen größtes Talent das Wegrennen ist. Als wichtigste Spielfigur der Göttin des Glücks gelingt es ihm mehrmals die Scheibenwelt vor dem Untergang zu retten, indem er sich unfreiwillig seiner Angst stellt.
Als Zauberer versagt Rincewind notorisch. Seine magischen Fähigkeiten nähern sich null – von unten. Die Talentlosigkeit scheint ihm jedoch angeboren. Sein Horoskop besagt, dass er im Zeichen der Kleinen Langweiligen Gruppe Blasser Sterne geboren wurde, die zwischen der Fliegenden Maus und der Verknoteten Kordel liegt. Eine extrem unspannende Konstellation, die gewöhnlich mit Schachbrett-Tischlern, Zwiebelverkäufern und Herstellern von Gipsbildern mit nur geringer religiöser Bedeutung in Verbindung steht. Neben diesem interstellaren Handikap sind seine Schwierigkeiten mit der Magie auch darauf zurückzuführen, dass sich einer der acht Großen Zaubersprüche des Oktav in seinem Kopf eingenistet hat und jede weitere Formel verschreckt. Trotzdem hat Rincewind seinen Abschluss an der Unsichtbaren Universität gemacht und dokumentiert dies auf seinem Hut unübersehbar mit dem Wort „ZAUBBERER“ (im Original „WIZZARD“).
Rincewind ist sprachbegabt und gilt als die am weitesten gereiste Person der Scheibenwelt. Er war schon überall, wenn auch oft nur kurz und im Durchrennen. Er kennt XXXX nur zu gut, hat das Achatene Reich revolutioniert und versuchte auf dem Cori Celesti, Cohen den Barbaren davon abzubringen, den Göttern das Feuer zurückzubringen. Zweimal hat er bereits den Rand überquert, hat die Hölle und die Kerkerdimensionen besucht. Aufgrund dessen wünscht er sich nichts sehnlicher als ein langweiliges und vor allem sicheres Leben.
Seine Karriere als Weltenbummler begann, nachdem der Patrizier ihn dazu verdonnert hatte, als eine Art Reiseführer für Zweiblum, den ersten Touristen der Scheibenwelt, zu fungieren. Zweiblums Abschiedsgeschenk für treue Dienste war Truhe, ein Reisekoffer, gefertigt aus intelligentem Birnbaumholz. Seitdem geht Rincewind nirgendwohin, ohne dass ihm Truhe auf dem Fuß bzw. in diesem Fall auf hunderten kleiner Füße folgt und ihn beschützt. Ein fragwürdiges Vergnügen, denn Truhe ist eine ungesunde Mischung aus schlecht gelauntem Gepäckstück und psychopathischem Serienkiller. Truhes einziger echter Vorteil: Eingelegte Schmutzwäsche kommt im Nu sauber, gebügelt und mit leichtem Lavendelduft wieder heraus.
In den kurzen Pausen zwischen seinen ungewollten Abenteuern arbeitet Rincewind als Gehilfe des Bibliothekars in der Unsichtbaren Universität. Nachdem Rincewind, durch das Aussprechen der acht Großen Zauber des Oktav, wieder einmal die Welt gerettet hat, wird er von Mustrum Ridcully zum Unerhörten Professor für Grausame und Ungewöhnliche Geographie ernannt und erhält außerdem sechs weitere Titel, für die sich niemand zuständig fühlt.

### Erzkanzler Mustrum Ridcully
Ridcully der Braune ist der jüngste der 305 bisherigen Erzkanzler der Unsichtbaren Universität. Ursprünglich berief man ihn als Übergangslösung auf diesen Posten. Man ging davon aus, dass er, wie seine Vorgänger, nicht lange im Amt bleiben würde. Mord galt damals bei den Zauberern als höchst legitimes Mittel, um einen Beförderungsstau aufzulösen. Zum allgemeinen Erstaunen und Erschrecken entwickelte der Bauernsohn Ridcully jedoch erhebliches Geschick, sämtliche Mordanschläge zu vereiteln und den Mordplanern selbst eine gehörige Lektion zu verpassen. Innerhalb der Universitätshierarchie führte das zur Stagnation, die letztlich für den gegenwärtigen Zustand friedlicher Trägheit verantwortlich ist. Die obersten Zauberer des Landes verwandelten sich in einen Haufen fett gefressener älterer Herren, die entdeckten, dass Debatten über Geschäftsordnungsanträge genauso tödlich wirken können wie ein vergiftetes Dessert.
Mustrum Ridcully ist der einzige sportliche Zauberer. Ein allmorgendliches Joggingprogramm gehört genauso zu seinem Alltag wie häufige Jagd- und Angelausflüge. Als Student engagierte er sich in der Rudermannschaft der Unsichtbaren Universität und als Der Club der unsichtbaren Gelehrten eine Fußballmannschaft aufstellen muss, ist Mustrum natürlich ihr stürmender Kapitän.
Ridcully wirkt auf den ersten und zweiten Blick hemdsärmelig grob, ungehobelt und leicht beschränkt. Der dritte Blick aber zeigt, dass er ein ziemlich cleverer, mit allen Wassern gewaschener Machtpolitiker und ein sehr guter Zauberer ist. Vieles andere ist Gehabe, mit dem er seine Konkurrenten einschüchtert und irreführt. Auf der anderen Seite schafft Ridcully es in geradezu perfektionistischer Weise nur das zu hören, was er auch hören möchte. Die Übernahme von Führungspositionen scheint im Übrigen in der Familie zu liegen. Sein Bruder, Hohepriester des Blinden Io, hat sich zum offiziellen religiösen Sprecher des großen morporkianischen Priester-Pantheon aufgeschwungen.
Wiewohl Erzkanzler, hegt Ridcully eine tiefe Abneigung gegen den eigentlich obligatorischen Hut des Kanzlers. Er behauptet, dass dieser ihn permanent zuquatsche, was wahrscheinlich der Wahrheit entspricht. Auch aus diesem Grund hat er sich selbst einen, inzwischen mehrfach modifizierten, Hut hergestellt. In ihm findet, neben einer Flasche Brandy, auch eine kleine Armbrust Platz.
In jungen Jahren, bei einem Ferienaufenthalt in den Spitzhornbergen, lernte Ridcully auch Esmeralda Wetterwachs kennen und lieben. Eine Romanze schien sich anzubahnen, aber dann waren die Ferien zu Ende und auf seine vielen Briefe antwortete sie nicht. Als er Oma auf der Hochzeit von König Verence und Margrat Knobloch in Lords und Ladies wieder trifft, spekuliert Ridcully, wie ihr Leben wohl verlaufen wäre, wenn er nicht Zauberer und sie nicht Hexe geworden wäre. Oma Wetterwachs hält ihn deshalb für einen sentimentalen Dummkopf. Ihr Tod stürzt ihn in tiefe Trauer und bewies zumindest, dass Oma Wetterwachs mit der Sentimentalität recht hatte.
Ridcully ist eine Persiflage auf den naturverbundenen, mit Tieren sprechenden Zauberer Radagast der Braune aus Der Herr der Ringe. Nicht ohne Grund ist zudem der Name nahe dem Wort „ridicule“ angesiedelt, was im Englischen Hohn oder Spott bedeutet, genauso wie „ridiculous“, lächerlich.

### Der Quästor
Der Quästor ist der Finanzverwalter der Unsichtbaren Universität und total durchgedreht. Was möglicherweise seine Ursache darin hat, dass niemand die Finanzen der Universität verwalten und gleichzeitig seinen Verstand beisammenhalten kann. Als von Natur aus sehr nervöse Persönlichkeit wird der Quästor allerdings auch durch Tonfall und Gebaren des Erzkanzlers schwer angegriffen. Der rumpelnde und hemdsärmelige Ridcully trampelt mit Vorliebe auf dem Quästor herum, wenn auch nur in übertragenem Sinn, was aber bei notorischen Nervenbündeln völlig ausreicht. Während sich die meisten Zauberer in den verschiedenen Büchern nicht ändern, ist bei jedem neuen Auftritt des Quästors der weitere Schritt in den Wahnsinn augenfällig.
Um zu halbwegs normalem Denken in der Lage zu sein, muss der Quästor getrocknete Froschpillen einnehmen. Da es sich um ein experimentelles Medikament handelt, variiert die Wirkung je nach Dosis. Manchmal glaubt der Quästor deshalb, fliegen zu können und weil er ein Zauberer ist, kann er das tatsächlich. Seiner mathematischen Begabung wegen und weil er die Arbeit erledigt, die sonst niemand tun will, nämlich die Finanzen in Ordnung zu halten, tolerieren ihn die Kollegen. Allerdings vermeiden sie es, ihm bei den Mahlzeiten etwas anderes als Holzbesteck in die Hand zu geben.

### Windle Poons
Windle ist der zweitälteste lebende Zauberer der Scheibenwelt. Nur Albert ist älter, wobei dessen inzwischen etwa 5000 Jahre andauerndes Leben als Butler im Haus von Tod aber nur schwerlich als Leben durchgeht. Am ehesten ist Windle mit dem Irren Polterer aus der Grauen Horde zu vergleichen. Nicht nur, dass beide einen Rollstuhl benutzen, der eher in die Kategorie schweres Gefechtsfahrzeug einzuordnen ist, ihre leichte Demenz und die nachdrückliche Schwerhörigkeit machen sie zu wahren Brüdern im Geiste. Windle lebt immer mindestens fünf Minuten nach dem Jetzt und nervt unaufhörlich mit der Frage nach dem „WAS IST?“
Windle Poons und sein Rollstuhl spielen in zwei Scheibenweltromanen eine nicht unwesentliche Rolle. In Voll im Bilde lenkt Windle den völlig überladenen Rollstuhl beim Transport des Kurbeldrehers, sprich des Kameramanns, der die Magie von Holy Wood erzeugt, damit Victor schließlich heroisch deren Ende herbeiführen kann.
Wichtiger noch ist sein Beitrag in Alles Sense. Nach 130 tollen Jahren stirbt Windle Poons, allerdings zu einem denkbar schlechten Zeitpunkt. Da Tod von den Revisoren in Pension geschickt worden ist und noch kein Nachfolger bereitsteht, kann man auf der Scheibenwelt gerade nicht sterben. Lebensenergie staut sich, alles geht drunter und drüber. Windle kehrt also unfreiwillig als Zombie auf die Welt zurück, was zu verschiedenen Verwicklungen führt. Seine gewaltige Zombiekraft trägt schließlich wesentlich dazu bei, den in Ankh-Morpork eingedrungenen Städteparasiten, der sich als glitzernde Shopping-Mall voller Sonderangebote tarnt, zu vernichten. Am Ende des Romans stirbt er dann endgültig und wird, wie bei Zauberern üblich, von Tod persönlich ins Jenseits begleitet.

### Der Bibliothekar
Früher war der Bibliothekar der Unsichtbaren Universität ein Mensch. Während das Oktav am Anfang von Das Licht der Phantasie die Realität ändern musste, um Rincewind und damit den achten Großen Zauberspruch zu retten, verwandelte sich, quasi als magischer Kollateralschaden, der Bibliothekar in einen Orang-Utan.
Seitdem bevorzugt er diese Gestalt und widersetzt sich effektiv allen Versuchen, ihn zurückzuverwandeln. Die Vorzüge seines neuen Körpers sind unübersehbar. Er hat wesentlich mehr Kraft, was den Umgang mit den gefährlicheren Grimoires erleichtert und auch bei Tavernenschlägereien nicht von Nachteil ist. Da Klettern seiner Natur entspricht, benötigt er keine Leiter mehr, um die oberen Regalreihen zu erreichen. Schließlich entfallen quälende Überlegungen zu Menü- oder Speisefolgen, ein Büschel Bananen genügt.
Sein Sprachvermögen hat sich auf die beiden Laute „Iiek“ und „Ugh“ (englisch „Ook“) reduziert, mit denen er sich jedoch sehr differenziert verständigen kann. Hauptmann Karotte und Rincewind verstehen ihn jedenfalls ausgezeichnet. In Heiße Hüpfer erkrankt er an chronischer morphischer Instabilität und verwandelt sich in ein dickes, in haariges rotes Leder gebundenes Buch, das den Titel „UGH“ trägt und das bis zur letzten Seite mit „ughs“ bedruckt ist. Der Bibliothekar akzeptiert es, als „Affe“ (englisch ape) angesprochen zu werden. Wer ihn jedoch „Tier“ (im Original monkey) nennt, sollte besser tierisch schnell laufen können. Wer nach einem „Tier“ mit einer nachsichtigen Warnung davonkommt, darf das als Zeichen besonderer Sympathie betrachten.
Im Status eines Sonderkonstablers ist der Bibliothekar Mitglied der Stadtwache von Ankh-Morpork. Seine Dienstmarke trägt er an einer Schnur um den Hals.
In einem weiteren Nebenjob, oder auch als Hobby, macht der Bibliothekar Musik. Da er über insgesamt zwanzig fingerähnliche Gliedmaßen verfügt, ist er wie geschaffen für die Bespielung der Orgeln des Total Bekloppten Johnson.
Der Bibliothekar ist ein begeisterter Theaterbesucher, auf dessen Geschmack selbst die Dramaturgen inzwischen Rücksicht nehmen. Wenn irgend möglich, aber auch wenn unmöglich, fügen sie in ihre Stücke Sahnetortenwurfszenen ein. Wenn ein Stück nicht gefällt, bewirft der Bibliothekar die Schauspieler zielsicher mit Erdnüssen. Selbstverständlich besuchte der Bibliothekar auch eifrig die Theater, die die neuen bewegten Bilder zeigten (Voll im Bilde). Er sitzt im Odium bei der Uraufführung von Vom Winde weggeweht. Als die Wesen aus den Kerkerdimensionen in Gestalt einer riesenhaften Frau von der Leinwand ausbrechen, wird der Bibliothekar von ihnen entführt. In einer Persiflage von King Kong klettert das Riesenweib, mit ihm in der Faust, auf den Kunstturm.
In Anlehnung an die Sprache des Bibliothekars gibt es die Programmiersprache Ook!, in der ausschließlich mit den Worten Ook., Ook! und Ook? programmiert wird.

### Ponder Stibbons
Ponders Name kommt vom englischen to ponder, was „grübeln“ oder „nachdenken“ bedeutet. Er beginnt seine Karriere an der Universität als ambitionierter Nachwuchszauberer. Im Laufe der Romane arbeitet er sich zum Chef des Fachbereichs für „Unratsam Angewandte Magie“ hoch. Er forscht im Trakt für hochenergetische Magie (engl. High Energy Magic Building) und gilt als erster Leser Unsichtbarer Schriften. Ponder ist maßgeblich an der Entwicklung von HEX beteiligt. Obwohl er, als einer der wenigen Magier, wenigstens ungefähr weiß, was er tut, werden seine Erklärungen, Entwürfe oder Vorschläge nicht ernst genommen, weil er zu jung ist. Eigentlich vermutet Ponder, dass man die Welt erklären können müsste, ohne dabei auf Magie zurückzugreifen. Als er in Heiße Hüpfer dem Gott der Evolution begegnet, glaubt er diesem Ziel endlich näherzukommen – ein Irrtum, wie sich herausstellt. In Der Club der unsichtbaren Gelehrten hat er sich bis zum Assistenten und defacto-Stellvertreters des Erzkanzlers hoch gearbeitet. Er bekleidet eine Vielzahl universitärer Ämter, weil diese ausgefüllt werden müssen und sonst keiner der hochrangigen Zauberer Lust darauf hat, die arbeitsintensiven Aufgaben zu übernehmen.
Stibbons erklärt viele Phänomene mit Begriffen der modernen Physik. Vom Erzkanzler werden diese Versuche entweder gar nicht wahrgenommen oder bewusst missverstanden. In dieser Hinsicht teilt Ponder das Schicksal der realen Physiker, die Anfang des 20. Jahrhunderts mit der klassischen Physik brachen. Die Rundwelt – die Welt, in der wir leben – ist das Resultat eines magischen Experimentes, das Ponder durchgeführt hat.
Ponder Stibbons trägt im Gegensatz zu den meisten Zauberern keinen Bart. In den Zeichnungen von Paul Kidby hat er erstaunliche Ähnlichkeiten mit Harry Potter. Ponders Figur kann als Persiflage des typischen Nerds gelesen werden.

### Der Oberste Hirte
In einer Fußnote in Alles Sense heißt es über ihn:
„Die Stellung des Obersten Hirten war ebenso ungewöhnlich wie die Amtsbezeichnung. Bei manchen Lehrinstituten gilt der Oberste Hirte als geistiger oder geistlicher Vater, während er sich anderorts um Vieh kümmert. Der Oberste Hirte der Unsichtbaren Universität ist ein Philosoph, der wie ein Pferd aussieht; auf diese Weise wird er allen Definitionen gerecht.“

### Weitere Zauberer
- Galder Wetterwachs (engl. Galder Weatherwax) war der 301. Erzkanzler der Unsichtbaren Universität und ein Vetter der Hexe Oma Wetterwachs. Sein Ableben verdankt er einer unglücklichen Begegnung mit Truhe.
- Simon, ein junger Zauberer, der mit einer Karawane nach Ankh-Morpork kommt. Er ist in gesundheitlicher Hinsicht sehr anfällig (Heuschnupfen, Allergien) und vertritt ebenso wie Ponder Stibbons sehr moderne Theorien (Raumkrümmung etc.).
- Der Dekan, der einzige Zauberer, der auf zwei Stühlen gleichzeitig sitzen kann. Der inzwischen ehemalige Dekan ist nun Erzkanzler an der Universität Brazeneck in Pseudopolis.
- Der Dozent für neue Runen.
- Eskarina Schmied, die erste Studentin der Unsichtbaren Universität. Aufgrund eines Irrtums wird ihr der Stab eines Zauberers vererbt, welcher die eigentliche Grundlage für eine Karriere als Magier bildet. Da die Universität aber keine weiblichen Studenten aufnimmt, ist Eskarina eine „Undercover-Studentin“, die den Lehrstoff beim Reinigen der Hörsäle lernt.
- Knallwinkel, der 303. Erzkanzler der Universität und strikter Gegner der Zulassung von weiblichen Studenten, der aber letztendlich Eskarina den Status eines Zauberers verleiht und obendrein Oma Wetterwachs zu überreden versucht, als Dozentin an der Universität den Studenten in unregelmäßigen Abständen die andere Magie (Hexerei) zu erklären.
- Münze, der achte Sohn eines achten Sohns eines achten Sohns, eine seltene Ausnahme, weil für Zauberer der Zölibat gilt. Aus gutem Grund, denn Münze ist ein kreativer Magus, der nicht mit der auf der Scheibenwelt zur Verfügung stehenden Magie auskommen muss, sondern neue Magie auf die Scheibenwelt bringt. Er ist mächtiger als der Tod und die Götter. Münze wird nach seinem Erscheinen zum 304. Erzkanzler „gewählt“ und zettelt einen der berüchtigten Magie-Kriege an. Allerdings wird er maßgeblich durch seinen verbitterten Vater gesteuert, dessen Ich in Münzes Zauberstab steckt.
- Der Professor für unbestimmte Studien.
- Adrian Rübensaat ist Student in der Unsichtbaren Universität und einer der engsten Mitarbeiter von Ponder Stibbons. Er gab zur Beunruhigung seiner Mitstudenten die Frage „Warum?“ in HEX ein, woraufhin HEX antwortete: „Deshalb!“. Er folgt dem Dekan nach Brazeneck, wo er Stibbons Rolle einnimmt und noch schneller als dieser zu einer Professur kommt.
- Victor, der wohl langjährigste Student der Unsichtbaren Universität. Er ist sehr faul, weswegen er es vorzog, nicht Zauberer zu werden, da dies mit Arbeit verbunden wäre. Um dennoch sein Studentenleben weiterführen zu können, bestand er alle Prüfungen gerade so nicht, dass er nicht exmatrikuliert werden konnte. Eines Tages überlegten sich die Zauberer, eine Entscheidung herbeizuführen, indem sie bei einer Prüfung nur eine Frage stellten. Victor wurde jedoch durch den Ruf von Holy Wood aus der Unsichtbaren Universität herausgezogen, und Ponder Stibbons, damals sein Kommilitone, erhielt seinen Aufgabenbogen.
- Trymon, ein junger, intriganter, ehrgeiziger Zauberer, der sich nach Wetterwachs’ Tod zum 302. Erzkanzler ausrufen lässt.
- Dr. m. Phil. Ladislaw Pelc, prähumer Professor morbider Bibliomanie. Er befasst sich mit Worten und den Krümmungen im Raum, die sie verursachen. Er hat einen Buchfindungsapparat für Studenten gebaut und ist auch sonst oft in der Bibliothek anzutreffen.
- Kropf, posthumer Prophessor morbider Bibliomanie. Er ist quasi tot, doch sein Geist wird in einem leeren Erdnussbutterglas aufbewahrt, sodass man weiterhin mit ihm kommunizieren kann. So konservierte Geister treten in eine Welt ein, in der man die ganze Zeit zu Abend isst.
- Dr. John Hicks ist der Leiter des Instituts für Postmortale Kommunikation. Er beschwört den verstorbenen Prof. Flett, einen Experten für die ähmianische Kultur.
- Prof. Flett vermachte seine Seele der Unsichtbaren Universität. Er ist etwas griesgrämig und trotz seines immateriellen Zustandes durchaus empfänglich für weibliche Reize.
- Spelzdinkel war der Vorgänger des momentanen Quästors. Er wurde von Münze getötet.

### HEX
HEX ist nicht mehr die einzige, aber die leistungsstärkste Rechenmaschine der Scheibenwelt. Er wurde ursprünglich gebaut, um bei der Vereinfachung vielfach differenzierter Zauberformeln zu helfen und daraus Meta-Formeln zu entwickeln.
Ursprünglich bestand HEX aus einigen Glasröhrchen, durch die Ameisen auf der Suche nach Zuckersaft liefen. Inzwischen ist er ein hoch komplexes Gebilde, in dem ein Widderschädel wegen der okkulten Umwandlung platziert ist, Zahnräder und Federn verbaut sind, weil sich Ameisen nicht besonders gut auf Differentialgleichungen verstehen, ein Kuckuck als Unechtzeituhr fungiert, ein Aquarium und etliche Glockenspiele unbekannte, aber wichtige Funktionen übernehmen, und eine Maus, die ihr Nest mitten in der Apparatur gebaut hat. Ponder Stibbons macht sie insgeheim für das Auftreten des gefürchteten „Kein-Käse-mehr-Fehlers“ verantwortlich. Die Entfernung der Maus führt allerdings zum vollständigen Funktionsausfall. Die Langzeitspeicherung von HEX übernimmt ein Bienenvolk, das in den Bienenwaben erstaunliche Informationsmengen bereithält. Wie jede moderne Maschine hat HEX natürlich einen Aufkleber, der „Anthill inside“ lautet, was übersetzt „Ameisenhaufen Drinnen“ heißt – offensichtlich eine Anspielung auf den ähnlich klingenden Werbespruch „Intel inside“.
Die Tastatur ist fast ebenso groß wie HEX und bietet vielen Hebeln und Armaturen Platz. Die Tasten lassen kleine Holztafeln mit Löchern in Schlitze fallen, was die Ameisen zwingt, andere Wege zu benutzen.
Damit selbst ein DaU (Dümmster anzunehmender User) wie der Erzkanzler HEX benutzen kann, wurde inzwischen ein altes Hörrohr zur Spracheingabe installiert und ein Schreibstiftplotter druckt die Antworten schriftlich aus.
Mittlerweile kann HEX innerhalb kürzester Zeit Zaubersprüche ausführen, mit denen Dutzende Zauberer sonst Jahre beschäftigt wären.
Ponder Stibbons, der maßgeblich an der Entwicklung von HEX beteiligt ist, betont immer wieder, dass HEX nicht denkt. Ein Apparat kann schließlich nicht denken. Trotzdem hat er so seine Zweifel. Nachdem einer seiner Assistenten, eher aus Jux, HEX die allgemeine Frage: „Warum?“ gestellt hatte, rechneten alle damit, dass die Maschine mit „?????“ antworten würde. Stattdessen arbeiteten die Ameisen wie wild und produzierten das Ergebnis: „Deshalb.“ Auf die Frageerweiterung: „Warum Alles?“ intensivierte HEX die Ameisenleistung und antwortet: „Alles Deshalb.“ Danach folgten die üblichen Fehlermeldungen: Ewiger Domänenfehler+++++ System Reset+++++
Niemand kennt System Reset, niemand weiß, warum er Nachrichten schickt.
Im Lauf der Zeit entwickelte HEX jedenfalls eine Art Persönlichkeit und Ponder ist sich sicher, dass er sich heimlich selbst erweitert. Offenbar will er einer Gestalt entsprechen, die als Idee multidimensional zu existieren scheint. Den Wunsch der Maschine nach Elektrizität konnten bisher weder Ponder noch der Schneevater erfüllen.

### Pex
Der Computer der Universität Brazeneck in Pseudopolis arbeitet statt mit Ameisen mit Hühnern. Man ist dort sehr stolz auf den Zusatznutzen der dauerhaft anfallenden Eier. Wie jede neue Technologie hat auch diese eine unbekannte Gefahrenseite. Nachdem, am Schluss von Der Club der unsichtbaren Gelehrten, ein 20 Meter großes Huhn die Stadt terrorisiert, denkt man dort ernsthaft über die Rückkehr zur traditionelleren Ameisentechnologie nach.

### Angestellte der Unsichtbaren Universität
- Frau Allesweiß ist die oberste Haushälterin der Universität. Ihre Machtposition ist unstrittig, schließlich verwaltet und organisiert sie all die Dinge, von denen Zauberer keine Ahnung haben. Die Kunst peinliche Flecken zu entfernen gehört ebenso dazu wie die Komposition mehrgängiger Menüs. Wer sie verärgert, muss entweder damit rechnen, so schnell keine weißen Laken mehr zu bekommen, oder, schlimmer, mehrmals in der Woche zur Generalreinigung seines Zimmers verurteilt zu werden. Frau Allesweiß ist abergläubisch. Jede Form von Wahrsagerei, vom Kaffeesatzlesen über Tarot-Karten bis hin zum Kristallkugelsehen versetzt sie in verzückte Aufregung. Oma Wetterwachs wird von ihr dafür reich belohnt. Zum einen, mit guter abgetragener Kleidung, zum anderen dadurch, dass sie Eskarina, die einzige Zauberin der Scheibenwelt, getarnt als Hausmädchen, sozusagen durch den Hintereingang in der Universität unterbringt. Frau Allesweiß verfügt über ein ausgeprägtes Klassenbewusstsein. Während sie Untergebene in schärfstem Ton zum Funktionieren bringt, flötet sie gegenüber Höherstehenden Sätze, die klingen wie: „Hich entschuldige mich, wenn hich etwas falsch gemacht habe.“
- Modo, der Gärtner, ist ein Zwerg und für die Drecksarbeit an der Universität zuständig. Er ist eine Art Hausmeister und Mädchen für alles. Früher war er im Garten des Patriziers beschäftigt, bei den Zauberern findet er es jedoch viel interessanter. Sein größter Stolz sind schwarze Rosen, die er, mit Hilfe magischer Reststrahlung, im Garten der Unsichtbaren Universität gezüchtet hat. Seine zweite Leidenschaft gilt der Pflege seiner außergewöhnlich aktiven Komposthaufen. Es wird behauptet, dass seine Pflanzen nur deshalb so schnell wüchsen, damit sie dem ausgestreuten Kompost nicht so lange nahe sein müssen.

## Die Stadtwache
Die Stadtwache beschützt Ankh-Morpork vor allen möglichen Gefahren – anfangs bevorzugt vor solchen, die in Unterzahl, unbewaffnet und offensichtlich bewusstlos sind.

### Samuel Mumm
Sir Samuel Mumm (engl. Samuel Vimes), Herzog von Ankh, ist der Kommandeur der Stadtwache. Demgemäß ist er häufig als Hauptfigur präsent, wenn ein Scheibenweltroman in Ankh-Morpork handelt. Seine Titel als Ritter und Herzog wurden ihm von Lord Vetinari für herausragende Verdienste in der Stadtwache verliehen. Eine Rolle dürfte jedoch auch gespielt haben, dass er von „Steingesicht“ Mumm abstammt. Auf seinen sagenhaften Ahnen ist Mumm insgeheim ziemlich stolz. Steingesicht ermittelte gegen den letzten König der Stadt, Lorenzo den Netten. Er entdeckte reichlich Indizien für Kindesmissbrauch und Mord, trotzdem wollte kein Gericht den König verurteilen. Daraufhin nahm Steingesicht Mumm das Gesetz und seine Axt selbst in die Hand. Kurz und schmerzlos köpfte er den König, der ein viel qualvolleres Ende verdient hatte. Für diese mutige, aber frevelhafte Tat wurde Steingesicht Mumm später gehängt und gevierteilt. Sein Adelstitel wurde ihm aberkannt, alle Besitztümer der Familie eingezogen und das Wappen der Mumms gebannt. Danach gab es allerdings nie wieder einen König in Ankh-Morpork.
Sam Mumm ist mit Lady Sybil Käsedick verheiratet. Die beiden haben einen Sohn, Samuel junior. Nachdem ihm seine Frau das Käsedick-Vermögen übertragen hat, ist Sam der reichste Mann Ankh-Morporks. Der Verkehr mit der sogenannten Oberschicht ist ihm allerdings höchst unangenehm. Deshalb nutzt er jede Gelegenheit, um wie in alten Zeiten auf Verbrecherjagd zu gehen. Laut seiner Frau Sybil ist er „sein eigener Klassenfeind“.
Sam Mumm vertritt die unter Polizisten weit verbreitete Auffassung, dass es keine Unschuldigen gibt. Der Polizist in ihm schläft nie und egal, wo er hinkommt, das Verbrechen ist schon da. Mumm zeichnet sich durch geradliniges Denken aus. Er mag es nicht, wenn ein Szenario politisch wird. Er versucht deshalb, wenn irgend möglich, jedes Problem als Verbrechen zu definieren, um anschließend einen Schuldigen zu ermitteln und einzusperren. Innerhalb dieser Logik verhaftete er einen Drachen, den Patrizier Lord Vetinari und sogar zwei verfeindete Heere. Diese beschuldigt er eines „Verhaltens, das den Frieden gefährdet“, „des unerlaubten Campens in der Wüste“, „verdächtigen Herumlungerns“ und „des Tragens versteckter Waffen“.
Im Laufe der Romane gewinnt der Charakter Mumms erstaunlich an Komplexität. Zu Anfang war er ein Alkoholiker; der sich allerdings eher als Trunkenbold bezeichnete, für einen Alkoholiker sei er zu arm gewesen. Mit dem Eintritt Karottes in die Wache und nach seiner Heirat entwickelt er sich. Er trinkt nicht mehr, gewinnt an Handlungskompetenz und mausert sich zur respekteinflößenden Führungspersönlichkeit. Das geht so weit, dass, als in Der fünfte Elefant Colon wegen Mumms Abwesenheit die Wache leitet und sie ins totale Chaos bis hin zum Streik stürzt, die Diebesgilde sich extrem zurückhält. Sie weiß, wenn Mumm zurückkommt, und er wird zurückkommen, wäre er nicht glücklich. „Und wenn ein Kommandeur der Wache nicht glücklich ist, neigt er dazu sein Unglück mit einer großen Schaufel überall zu verteilen.“ (S. 298) Wie beim Patrizier nimmt die Assassinengilde für Sam Mumm keinen Auftrag mehr an. Sein Tod würde das bestehende System der Stadt zerstören und somit der Gilde selbst schaden. Mumm selbst bedauert dies, da er das Gefühl hat, etwas richtig zu machen, solange jemand versucht, ihn zu töten.
In der Grundtendenz ist Mumm xenophob. Er kann Zwerge, Trolle und vor allem Untote, speziell Vampire, nicht leiden. Was ihn aber nicht daran hindert, sehr erfolgreich mit ihnen in der Wache zusammenzuarbeiten. Er ist der Meinung, durch sein intensives Zusammenleben mit diesen Spezies habe er es sich verdient, sie nicht mögen zu dürfen. Äußern andere, speziell Mitglieder der Oberschicht, fremdenfeindliche Ansichten, sieht Mumm rot. Mumm ist ein waschechter Morporkianer. Seine Stadt kennt er aus dem Effeff. Er kann sogar anhand der Pflastersteine durch die Sohlen billiger Stiefel seinen jeweiligen Standort mit geschlossenen Augen orten. Über alles, was jenseits der Stadtgrenzen liegt, offenbart er jedoch umfassende Unwissenheit. Geographie, Sprachen, lokale Sitten und Bräuche, alles muss er sich mühsam aneignen, wenn er denn einmal seine geliebte Stadt verlassen soll. Als er feststellt, dass Karotte, der viel kürzer in der Stadt ist, inzwischen fließend Klatschianisch spricht, führt das zu ziemlich selbstkritischen Reflexionen bezüglich des eigenen Weltverständnisses.
Das Verhältnis zwischen Mumm und dem Patrizier ist ein sehr spezielles. Der mehrgleisige Denker Vetinari nutzt den eingleisigen Mumm oft wie einen Rammbock, um Hindernisse zu beseitigen, die der Entwicklung der Stadt im Wege stehen. Und er nutzt Mumms spezielles Gerechtigkeits- und Pflichtgefühl, indem er ihm Befehle erteilt, von denen er weiß, dass Mumm das genaue Gegenteil davon tun wird. Am Ende ist es immer Mumm, der die Leute verärgert, während Vetinari seine Hände in Unschuld wäscht und die Resultate des Mummschen Furors ausnutzt. Dank seiner definitiv undiplomatischen, aber dennoch scharfsinnigen Art, Probleme anzugehen, setzt der Patrizier auf Mumm, auch als Diplomaten. In Weiberregiment beendet er so den Krieg zwischen Borograwien und Zlobenien, in Der fünfte Elefant sichert er die Krönung des Niederen Königs, und diplomatische Empfänge werden dank seiner unkonventionellen Beiträge um einiges erfolgreicher.
Obwohl er es strikt bestreitet, war Mumm in Klonk kurzzeitig von einer uralten, rachsüchtigen Entität namens Rufende Dunkelheit besessen. Nicht, dass sie ihn beherrscht hätte, sein innerer Mumm, der Mumm, der den äußeren Mumm überwacht, sperrte sie in ein ganz besonderes Gefängnis. Zurückgeblieben ist eine Narbe in Form der Rune, die die Rufende Dunkelheit abbildet. Zudem kann er nun in völliger Dunkelheit sehen und spricht die Sprache der Goblins, die, wie die Zwerge, ebenfalls eine Höhlenspezies sind.
Mumm misstraut allen, aber vor allem sich selbst und deshalb prüft er ständig. Er bewahrt beispielsweise in seiner untersten Schreibtischschublade immer eine halbvolle Flasche Schnaps auf, um permanent zu testen, ob er auch wirklich trocken ist. Die Grausamkeit des verbrecherischen Alltags führt bei Mumm durchaus dazu, dass er manchmal die Gauner einfach töten möchte. Seine schlimmste Befürchtung ist, dass er eines Tages tatsächlich die Kontrolle verliert und die Rechte eines verhafteten Verbrechers grob missachtet. Die Frage: Quis custodiet ipsos custodes, also: Wer überwacht die Wächter, ist für Mumm klar: Das macht er selbst. Wenn man ihn fragt, wer dann ihn überwacht, ist die Antwort die gleiche: Das macht auch er selber. Diese Arbeitsteilung funktioniert sehr gut, selbst die Rufende Dunkelheit konnte Mumm nicht korrumpieren.

### Karotte Eisengießersohn
Karotte Eisengießersohn (engl. Carrot Ironfoundersson) ist eine der wichtigsten Figuren im Scheibenwelt-Oeuvre. In keinem Roman hat er zwar die explizite Hauptrolle, aber überall, wo die Wache auftaucht, übernimmt Karotte einen wesentlichen Part.
Karotte ist ein Findelkind. Zwerge haben ihn gefunden und adoptiert, wodurch er zum größten Zwerg der Scheibenwelt wurde. Sein Spitzname bei den Zwergen lautet „Kzad-bhat“, grob übersetzt etwa „Kopfstoßer“ (im englischen Original „headbanger“), was bei einer Körpergröße von zwei Metern und fast ebenso breiten Schultern nicht verwundert. Zusammen mit seiner gesunden Hautfarbe und den kurzen roten Haaren entsteht jedenfalls optisch der Eindruck einer Karotte, was seinen Namen hinreichend erklärt. Karotte wird als Mensch mit überragenden physischen Kräften eingeführt, mit denen er selbst Trollen Paroli bieten kann; im Laufe der Geschichten nimmt allerdings deren Bedeutung ab.
Als Karotte sich erstmals unsterblich in eine Zwergin verliebt und eine Abfuhr erhält, erkennt sein Stiefvater, dass er unter Zwergen nicht glücklich werden wird. Er erklärt ihm seinen Findelkindstatus und schickt ihn zu „den Großen“ in die Stadt. Auf seinem Weg vom Kupferkopf nach Ankh-Morpork begleitet Karotte ein uralter Band, in dem die Gesetze der Stadt festgeschrieben sind. Da die Reise völlig ereignislos verlief, hatte er genug Zeit, dieses Buch des Gesetzes zu studieren, und was Karotte einmal wusste, wusste er für immer. Die unter dem Patrizier in Ankh-Morpork herrschenden Sitten sind ihm deshalb zunächst völlig unverständlich. Eine seiner ersten Amtshandlungen nach dem Eintritt in die Wache besteht folgerichtig darin, das Oberhaupt der Diebesgilde im eigenen Gildehaus zu verhaften und gefesselt quer durch die ganze Stadt ins Wachhaus zu schleppen.
Es zeichnet sich allerdings bald ab, dass die Stadt anscheinend auf Karotte gewartet hat. Binnen kurzem kennt er jeden und hat von allen Namen, Alter, Wohnort, Familienstand und die komplette Biographie samt Vorlieben oder Abneigungen im Kopf. In dem Maße, wie Karottes fachliche Kompetenz wächst, sinken scheinbar seine orthographischen Fähigkeiten. Die ersten Briefe an seine Eltern sind noch in fehlerfreiem Morporkisch verfasst. In den späteren Romanen baute Pratchett diese Schreiben zu einer Art legasthenischem Running Gag aus, nicht zu Unrecht – auch der beste Mann braucht einen Makel.
Humor, Ironie, Zynismus sind ihm, wie allen Zwergen, fremd. Er nimmt alles wörtlich und versteht keine Metaphern (die Aufforderung, einen Verbrecher „die volle Wucht des Gesetzes“ spüren zu lassen, wird dahingehend interpretiert, dass er besagtem Verbrecher mit voller Wucht sein Gesetzbuch an die Stirn wirft); trotzdem ist er überirdisch sympathisch. Karotte ist bis ins tiefste Mark vorurteilsfrei. Wen er auch trifft, derjenige wird zunächst als netter Mensch mit gutem, anständigem Wesen angesehen und angesprochen. Das unerklärliche Karottecharisma führt dazu, dass sich die so Angesprochenen tatsächlich auch so verhalten, zumindest solange er in der Nähe ist. Es ist sein ehrliches Interesse an den Menschen, was ihm Macht über sie verleiht, weshalb es ihm gelingt, selbst wütende Trolle und Zwerge zu zähmen, indem er sie ermahnt, „brav zu sein“. Niemand will Karotte enttäuschen.
Seine Kollegin, der Werwolf Angua, und er sind ein Liebespaar. Ungeachtet der permanenten Zweifel Anguas stört ihn ihre Wolfsnatur überhaupt nicht. Karotte unterscheidet strikt zwischen wichtigen und persönlichen Dingen. Nachdem Angua von einem potentiellen klatschianischen Mörder und Agenten auf ein Schiff gelockt und entführt wurde, macht er zunächst Meldung, wo der Verdächtige sich jetzt aufhält. Das war wichtig. Anschließend folgt er seinem persönlichen Interesse und jagt ihm hinterher.
An verschiedenen Stellen (Wachen! Wachen! und Helle Barden) wird nachdrücklich angedeutet, dass Karotte eigentlich der rechtmäßige König der Stadt ist. Er hat ein Muttermal in Form einer Krone, ein solides, völlig unmagisches Schwert, einen verwitterten Siegelring und – Charisma. Das alles interessiert Karotte selbst jedoch herzlich wenig, weil er in genau dem Job, den er innehat, der Stadt am besten dienen kann. Und Dienen ist ja schließlich die Hauptaufgabe eines guten Königs.

### Feldwebel Detritus
Feldwebel Detritus ist Mitglied der Stadtwache von Ankh-Morpork und tritt als starke Nebenfigur in allen Scheibenweltromanen auf, wo die Wache eine Rolle spielt. Er ist einer der wenigen Charaktere, dessen Name nicht übersetzt wurde. Das englische „detritus“ bedeutet Gesteinsschutt und zerriebene Organismenreste, was seine wesentlichen Eigenschaften beschreibt. Detritus ist ein Troll, das heißt, er besteht aus lebendigem Gestein und verfügt über ein Siliziumgehirn.
Bevor Detritus bei der Wache anheuert, arbeitete er in verschiedenen Jobs als Zerreißer (so ähnlich wie ein Rausschmeißer, aber Trolle benutzen mehr Kraft). Zuletzt in Holy Wood (Voll im Bilde), wo er seine Freundin Rubin kennenlernt, die gesteigerten Wert auf einen Troll mit geregeltem Einkommen legte.
Trolle gelten gemeinhin als stark, aber dumm, was ein speziesistisches Vorurteil ist, denn die Intelligenz von Trollen ist ganz wesentlich temperaturabhängig. Je kälter es wird, desto intelligenter ist der Troll, weil sich der elektrische Widerstand des Siliziums verringert. In Helle Barden wird Detritus im tiefgekühlten Zukunftsschweinelager der Stadt eingeschlossen. Dort ist es so kalt, dass sein Gehirn supraleitend wird und er binnen kurzem sämtliche mathematischen Rätsel der Welt löst und noch einige neue erfindet. Später schenkt ihm Oberobergefreiter Knuddel, ein Zwerg, einen selbstgebauten, aufziehbaren Belüftungshelm zur Kühlung.
Im Dienst ist Detritus mit einer Belagerungsarmbrust bewaffnet, die „Friedensstifter“ (im Original Piecemaker) genannt wird. Die Waffe und er selbst sind so gefürchtet, dass sich aufsässige Bürger sofort beruhigen, sobald sein Name ins Spiel kommt.

### Weitere
- Feldwebel Frederick Colon, kurz nur „Fred“ genannt, ein Mensch. Er führt seit Jahren eine funktionierende Ehe aufgrund von Zetteln, die er und seine Frau sich hinterlassen, wenn sie zur Arbeit gehen (sie arbeitet tagsüber, er des Nachts. Dennoch müssen sie sich hier und da nähergekommen sein, denn sie haben drei Kinder). Colon ist ein Negativ-Beispiel für einen einfach denkenden Polizisten. Vor seiner Zeit als Polizist war er Soldat im Regiment „Die Fasanen“, weil das Regiment mal eine Fasanenfarm geplündert hatte. In dieser Eigenschaft beging er wohl auch Kriegsverbrechen, wie das Foltern von Gefangenen. Diese Erinnerungen verdrängt er jedoch, so gut es geht. Er ist fremdenfeindlich und ziemlich konservativ. Nach seinem Einsatz in Klatsch ändert er sich jedoch ein wenig, zumindest will er nicht in der Kneipe „Zum Klatschianerkopf“ trinken. Generell denkt er nicht viel über seine Ansichten nach und ist im Grunde seines Herzens auch ein anständiger Kerl. Aufgrund seiner Dienste für den Patrizier während des Krieges mit Klatsch wird ihm als Belohnung die Verkehrssicherheit übertragen. In Klonk! wird er als Sonderconstabler geführt, da er nicht in Pension geschickt werden soll.
- Feldwebel Delphine Angua von Überwald, allgemein nur „Angua“ genannt, eine Werwölfin, in Überwald geboren. Ihr Vater ist der Baron von Überwald, allerdings verabscheut sie deren Lebensweise als Werwölfe. Auch in Menschengestalt hat sie einen übermenschlichen Geruchssinn. Angua ist Vegetarierin und verträgt den Geruch von Blut nicht gut. Die Wache meidet sie etwas und stichelt, wenn sie in Wolfsgestalt aktiv wird. Sie ist die Freundin von Karotte Eisengießersohn.
- Korporal Cecil W. St. J. „Nobby“ Nobbs, trägt einen Ausweis des Patriziers, dass er wahrscheinlich ein Mensch ist. Ganz Ankh-Morpork meidet ihn, außer Lady Sybil, die ihn für einen liebenswerten Schlawiner hält (ihr Großvater hat seinen Großvater einmal auspeitschen lassen – das verbindet). Er stiehlt zwar alles, auf was man nicht gut genug aufpasst, allerdings ist er eigentlich relativ ehrlich. Kommandeur Mumm sagte einmal: „Man könnte Nobby sein Leben anvertrauen, wenn auch keinen Cent“. Er geht meistens mit Fred Colon auf Streife, der auch sein bester Freund ist. Nobby ist eine herzensgute Person, die oftmals wie ein Hofnarr das Offensichtliche ausspricht und dafür verlacht wird. In Hohle Köpfe wird er irrtümlicherweise in den Adelsstand erhoben, da die Gilden ihn als Marionetten-König einsetzen wollen. In Klonk! hat er kurzzeitig die schöne Tänzerin Bronzaleh zur Freundin, und zwar aus dem einzigen Grund, dass sich aufgrund ihrer außergewöhnlichen Schönheit bisher kein anderer Mann getraut hat, sie anzusprechen.
- Korporal Grinsi Kleinpo (engl. Cheery Littlebottom), erste bekennende Zwergin der Scheibenwelt. Alchemistin und Forensikerin der Wache.
- Korporal Reg (Reginald) Schuh, ein Zombie, welcher einst die Republik der Sirupminenstraße ausrief.
- Knuddel Winzig, ein von gefährlichen Minderwertigkeitskomplexen geplagter Gnom. Er ist für die Luftaufklärung zuständig, wobei er sich verschiedener Vögel bedient.
- Dorfl, ein sprechender Golem. Erster selbstbestimmender Golem der Scheibenwelt, weil er es geschafft hat, ohne „Worte“ im Kopf zu leben; deshalb hat ihn Hauptmann Karotte nach seiner Zerstörung neu töpfern lassen und ihm dabei eine Zunge gegeben (was als blasphemisch gilt). Er ist daher der erste sprechende Golem in Ankh-Morpork. Dorfl ist Atheist, ist aber bereit, an jeden Gott zu glauben, dessen Existenz in einem logischen Gespräch bewiesen wird (geschleuderte Blitze überzeugen ihn aufgrund seines Keramikkörpers nicht).
- Korporal Besuch-die-Ungläubigen-mit-erläuternden-Broschüren, vor allem von Nobby auch „Waschtopf“ genannt, ein Mensch aus Omnien, gefürchtet wegen seiner ständigen Versuche, anderen Leuten den omnianischen Glauben nahezubringen. Er kann, wenn er die Straße entlang geht, dafür sorgen, dass das Licht in Kneipen gelöscht wird und sich alle auf den Boden legen.
- Abfluss, ein Wasserspeier. Weltmeister im reglosen Beobachten, hätte seinen Sold gern in Form von Tauben.
- Igor, ein „Igor“, eine Frankensteins Gehilfen nachempfundene Figur. Sanitäter und Gerichtsmediziner der Wache. Stammt aus Überwald und besteht aus den Körperteilen vieler anderer Igors, die immer wieder vererbt oder weitergereicht werden. Der Igor der Wache ist ein sehr modern denkender Igor, der manchmal sogar das Lispeln vergisst.
- André, ein Mensch. Er tritt nur kurz in Erscheinung und ist ein Mitglied der Sondergruppe Ankertaugasse, einer Einheit, die „geheimes“ Verbrechen außerhalb der Gildenarbeit bekämpfen soll. In Mummenschanz (Maskerade) ist er mit der Aufklärung des Geheimnisses des Operngeistes beauftragt und arbeitet zu diesem Zweck als Pianist im Opernhaus. Am Ende des Romans entscheidet er sich allerdings dafür, an der Oper angestellt zu bleiben.
- Ned Coates, ein Mensch, Mitglied der Verschwörung der Morphischen Straße.
- John Keel, Mensch, Mumms Mentor, Lehrer und Vorbild, dessen Rolle er selbst in einer alternativen Zeitlinie einnehmen muss.
- Salacia Deloresista Amanita Trigestrata Zeldana Malifee (…) „Sally“ von Humpeding, eine Vampirin, die das schwarze Band trägt, ein Zeichen, dass sie kein Blut mehr trinkt. Sie wird in Klonk! eingeführt und hat aufgrund der traditionellen Feindschaft zwischen Werwölfen und Vampiren ein zwiespältiges Verhältnis zu Angua. Ihr Name ist entschieden länger, wird aber auch im Roman stets nur angedeutet, bis der ihn sprechende oder lesende (unter Umblättern einiger Seiten) abbricht.

## Die Götter der Scheibenwelt

### Herkunft
Es gibt unzählig viele Götter auf der Scheibenwelt, die so genannten „geringen Götter“, die überall sind, aber keine Macht haben. Erst wenn sie durch irgendein Ereignis Gläubige gewinnen, werden sie mächtiger. Je mehr Glauben, desto mehr Macht. Dabei nehmen sie die Gestalt an, die die Menschen ihnen geben (zum Beispiel Offler). Wenn ein Gott mächtig genug ist, erhält er Einlass in den Cori Celesti, den Berg der Götter, der sich in der Mitte der Scheibenwelt erhebt. Da Menschen wankelmütig sind, kann es auch geschehen, dass sie den Glauben verlieren und einen Gott damit entmachten (s. „Einfach Göttlich“).

### Wichtige Götter
Einer der mächtigsten Götter ist der Blinde Io, der als Donnergott von fast allen Völkern in verschiedenen Formen und unter verschiedenen Namen verehrt wird. Seine Rolle entspricht der der meisten Hauptgötter, wie Odin oder Zeus. Einer der ältesten Götter ist der Krokodilgott „Offler“ (ein menschlicher Körper mit Krokodilskopf, welcher der ägyptischen Mythologie entlehnt sein dürfte), der zwar weniger intelligent ist als die modernen Götter, es jedoch bisher geschickt geschafft hat, den Glauben an sich zu erhalten.
Weitere wichtige Protagonisten sind Schicksal (anthropomorphe Personifizierung), der kleine Gott Om (s. Einfach Göttlich) und „Die Lady“ (anthropomorphe Personifizierung der letzten verzweifelten Chance von 1 zu einer Million beziehungsweise auch einfach nur des Glücks), die auch oft an dem großen Spiel teilnehmen. Rincewind ist eine Lieblingsfigur der Lady.

## Tod und seine Diener

### Tod

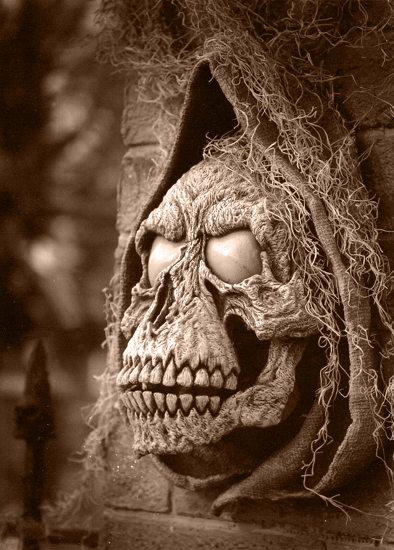
Tod als Skulptur

Motto: ES GIBT KEINE GERECHTIGKEIT, ES GIBT NUR MICH.
Tod, eine anthropomorphe Personifizierung, ist eine der bekanntesten Scheibenwelt-Figuren, da er in jedem Teil der Serie zumindest einen kurzen Auftritt hat und in mehreren Büchern einer der Hauptcharaktere ist. Er ist die Persiflage einiger anderer Personifikationen des Todes, wie des Sensenmanns oder des Schnitters. Wie sie tritt er als Skelett in einer schwarzen Robe auf, mit einer Sense und einem Schwert, das für Monarchen und magisch Begabte reserviert ist. Anders als die Rundwelt-Personifikationen hat Tod jedoch eine Persönlichkeit.
Seine Stimme wird im englischen Original als Sprechen in Kapitälchen dargestellt, um seine Absolutheit zu demonstrieren. Eigentlich spricht er nicht wirklich, sondern lässt seine Stimme im Kopf des Anderen einfach auftauchen. In den deutschen Übersetzungen wird das dergestalt gezeigt, dass seine wörtliche Rede IN GROSSBUCHSTABEN GESCHRIEBEN IST.
Tod ist effizient, aber nicht grausam. Er sieht seine Tätigkeit als nötigen öffentlichen Dienst und spricht dabei von der Erfüllung der PFLICHT. Tod betont immer wieder, dass er die Menschen nicht tötet; Menschen sterben nicht am Tod. Er kümmert sich um die Seelen.
Das Gedächtnis von Tod ist einzigartig. Er kann sich an alles erinnern, egal ob es in der Vergangenheit oder der Zukunft geschehen ist. In Rollende Steine versucht Tod das Vergessen zu lernen, aber weder die klatschianische Fremdenlegion noch gewaltige Mengen Alkohol lassen ihn in den Genuss dieser einzigartigen menschlichen Fähigkeit gelangen.
Tod ist fasziniert von den Menschen und wird mit den Jahrtausenden, im Verlauf der Romane, immer „menschlicher“, was zu einigen kuriosen Resultaten führt. Tod mag Katzen, die ihn, anders als Menschen, immer sehen. Er mag scharfe Currygerichte. Natürlich müsste er weder essen noch trinken, findet aber Gefallen daran. Sein Haus in der dunklen Domäne ist voller Kuriositäten, wie einem Badezimmer und nicht funktionierenden Weckern neben den Betten. Das Haus, die Wiese, der Garten: Alles ist schwarz, grau oder dunkelviolett. Nur die Felder, die er am Ende von Alles Sense erschafft, sind von goldbrauner Farbe und scheinen sich im Wind zu bewegen. Dazu meint Tod: HERR, WAS SOLL SICH DIE ERNTE ERHOFFEN, WENN NICHT DAS INTERESSE DES SCHNITTERS?
Geleitet vom Mitgefühl adoptiert er eines Tages das Waisenkind Ysabell, eine Entscheidung, die er zwar immer wieder bereut, der er aber viele interessante Erlebnisse verdankt. Der Zauberer Rincewind hat sich mit der Zeit zu einer Art Hobby von Tod entwickelt. Ist er in den frühen Romanen noch wütend, dass Rincewind nie seine Verabredungen mit Tod einhält, führt er inzwischen dessen Lebensuhr stets mit sich, um keine Gelegenheit für einen kleinen Plausch mit seinem besonderen Schützling zu verpassen. „Tod war immer sehr beschäftigt, aber trotzdem beschloss er nun, sich ein Hobby zuzulegen. Es hieß Rincewind“ (Die Farben der Magie).
In den 1996 entstandenen animierten Fassungen von Rollende Steine und MacBest wurde Tod von Christopher Lee gesprochen. Des Weiteren trat Tod auch in den Realverfilmungen Hogfather (2006) und Color of Magic (2008) auf, in der letztgenannten sprach Lee ihn wieder.

### Revisoren
Die Revisoren treten in vielen Romanen der Tod-Serie in graue Roben aus Rauchwolken gekleidet auf. Sie sind substanz- bzw. masselos, und es gibt unendlich viele von ihnen. Ihr Ziel ist es, alles zu erfassen und zu quantifizieren, um die Revision abzuschließen und Ordnung zu haben. Da das Leben komplex ist und mehr darstellt als die Summe seiner Teile, stellt es für sie einen Störfaktor dar und verbreitet Unordnung, die sie nicht mögen.
Sie sind die Buchhalter des Universums, die dafür sorgen, dass alles so abläuft, wie es die Gesetze der Physik vorschreiben. Dank ihnen existiert die Schwerkraft, haben Elementarteilchen einen Spin und Sonnen eine Korona. Gefühle, Ängste, Sehnsüchte und Fantasien sind für sie nicht quantifizierbare Ärgernisse, weshalb sie sich wiederholt mit der Beseitigung von Leben beschäftigen.
Revisoren verabscheuen die Individualität und treten grundsätzlich in Gruppen von mindestens drei auf, die sich gegenseitig überwachen. Scheint ein Revisor Persönlichkeit zu entwickeln, führt das zu seinem sofortigen Erlöschen. Dies passiert immer wieder, wenn ein Revisor z. B. „ich meine …“ anstatt „wir meinen …“ sagt.

### Albert
Albert tritt in allen Scheibenweltromanen auf, die Tod zum Thema haben. Er ist Hausmeister und Butler von Tods Domäne. Albert, der als Alberto Malich die Unsichtbare Universität gegründet hatte, wollte ewig leben. Mit einem Trick, indem er den „Ritus von AshkEnte“,– der Ritus zur Beschwörung des Todes, – rückwärts ausführte, kam er vor etwa 5000 Jahren in die Welt von Tod. Beeindruckt von Alberts Cleverness behielt Tod ihn als Diener bei sich.
Etwa drei Monate realer Lebenszeit waren ihm verblieben, die er langsam bei kurzen, aber notwendigen Ausflügen in die Welt der Lebenden verbrauchte. Er muss einkaufen oder die Installation von Tods Badezimmer organisieren. Inzwischen hat Albert seine Restlaufzeit auf wenige Sekunden verkürzt, mit denen er überaus sorgfältig umgeht. Albert ist Spezialist für fettgebratenes Frühstück. Sein frittierter Haferbrei lässt jeden Anhänger gesunder Ernährung in ungläubige Schockstarre verfallen.

### Mort
Mortimer ist ein intelligenter und wissbegieriger, aber auch ziemlich ungeschickter junger Mann. Im Roman Gevatter Tod tritt Mort als Lehrling in Tods Dienste. Sein gelungener Versuch, den Tod einer Prinzessin zu verhindern, bringt ihn jedoch in Konflikt mit seinem Meister. Er wird daher aus Tods Diensten entlassen, darf jedoch Ysabell heiraten und wird Herzog von Sto Helit.
Als Herzog macht Mort Karriere in der Sto-Ebene, wo er, mit unendlicher diplomatischer Geduld, dutzende kleiner Kriege zwischen den einzelnen Städten verhindert. Als Vater von Susanne legt er größten Wert darauf, den Kontakt zwischen Tod und seiner Enkelin zu minimieren und schließlich ganz zu unterbinden. Er fürchtet, diese Verwandtschaft könne negativen Einfluss auf die geistige Gesundheit seiner Tochter nehmen. Mort und Ysabell sterben gemeinsam bei einem Kutschenunfall.

### Ysabell
Ysabell ist Tods adoptierte Tochter. Sie taucht zum ersten Mal in Das Licht der Fantasie auf. Des Weiteren spielt sie eine wichtige Rolle in Gevatter Tod (engl. Ausgabe: Mort). Als Teenager hatte sie ernsthafte Gewichtsprobleme und die Farbwahl ihrer Garderobe (streng rosa) ließ schwer zu wünschen übrig. Sie heiratet Mort, Tods ungeschickten Lehrling, wird Herzogin und ist die Mutter von Susanne. Sie stirbt gemeinsam mit Mort bei einem Kutschenunfall.

### Susanne Sto Helit
Susanne Sto Helit spielt in drei Scheibenweltromanen eine Hauptrolle, in Rollende Steine, in Schweinsgalopp und schließlich in Der Zeitdieb. Susanne ist Tods Enkelin und seit ihrem elften Lebensjahr Vollwaise. Ihre Mutter war Ysabell, Tods Adoptivtochter, und ihr Vater war Mort, Tods ehemaliger Lehrling. Die beiden starben bei einem tragischen Verkehrsunfall.
Seit dem sechsten Lebensjahr besucht Susanne Frau Anstands Internat für junge Mädchen in Quirm. Dort lernt sie Logik, gesunden Menschenverstand und genießt Bildung. Leider helfen ihr diese Errungenschaften wenig, als mit den Jahren die magische Wirklichkeit der Scheibenwelt zu ihr durchdringt. Susanne ist empört, als sie zum ersten Mal einer Zahnfee über den Weg läuft. Sie begegnet den Walküren mit Unglauben und wer ihr Großvater ist, will sie zunächst gar nicht wissen.
Die scheibenweltspezifische Genetik sorgte dafür, dass Susanne Sto Helit einige interessante Eigenschaften von Tod geerbt hat, obwohl er nur durch die Adoption ihrer Mutter ihr Großvater ist. Wie er hat sie die Fähigkeiten, mit DER STIMME, also in Kapitälchen, zu sprechen, durch Wände zu gehen, unsichtbar zu werden, aus der Zeit herauszutreten und das zu sehen, was andere Menschen nicht sehen wollen. Eigentlich wünscht sich Susanne nur, ein ganz normales Leben führen zu können, und arbeitet daher zunächst als Gouvernante und später als Lehrerin. Auf Grund ihrer genetischen Disposition muss sie aber mehrmals ihren Großvater vertreten und dessen Pflicht übernehmen. Nur, dass sie dabei Binky reiten darf, macht ihr diese Vertretungen erträglich.
Susannes Aussehen hat etwas lehrerinnenhaft Strenges, was bei ihrer Berufswahl allerdings nicht verwundert. Ansonsten wirkt sie wie eine gewöhnliche, energische junge Frau, die im Rechtsstreit mit ihrem Frisör liegt. Ihr Haar nämlich ist weiß mit einer einzigen schwarzen Strähne und steht lieber in alle Himmelsrichtungen ab, als sich einer Frisur zu fügen.
Susannes größte Schwäche sind Pralinen von Wienrich&Böttcher. Von deren exquisit teuren Schokoladenprodukten gönnt sie sich einmal im Monat eine billige Schachtel und kann angeblich nach der ersten Lage aufhören – wenn sie will. Die Liebe ist auch an Susanne nicht achtlos vorübergegangen, auch wenn sie ein ausgesprochen temporales Verhältnis pflegt. In ihrem Klassenzimmer gibt es einen begehbaren Schrank für Schreibmaterial. Hier trifft sie gelegentlich Lobsang, den Sohn der Zeit, der ebenfalls halb göttlich und halb menschlich ist.

### Der Rattentod
Die Geburt des Rattentodes findet im Roman Alles Sense (eng. Reaper Man) statt. Dort wird der Tod der Scheibenwelt, wegen zu großer Anteilnahme, selbst für sterblich erklärt. Aus Protest stellt er die Arbeit ein, und in der Übergangszeit bis zum Eintreffen des neuen, inhumanen Todes zersplittert seine Macht in Myriaden Einzeltode.
Für jede Spezies entstehen eigenständige Tode, darunter auch der Rattentod. Sein Aufgabengebiet erstreckt sich im Übrigen auch auf Mäuse, Meerschweinchen und andere kleine Nagetiere. Nachdem der wahre Tod den neuen Tod besiegt hat, vereinigt er sich wieder mit allen kleineren „Toden“. Nur der Rattentod und der Flohtod können sich retten.
Zumindest der Rattentod spielt seitdem in vielen Scheibenweltromanen eine possierliche Nebenrolle. Als vollwertiger Tod verfügt er ebenfalls über die Fähigkeit, in Kapitälchen zu sprechen. Da er nur die Rattensprache beherrscht, beschränkt sich sein Beitrag in einem Gespräch auf ein vieldeutiges QUIEK! Um sich besser verständigen zu können, wird der Rattentod meist von seinem besten Kumpel, Reittier und Dolmetscher, dem sprechenden Raben Quoth, begleitet. Quoth bedeutet so viel wie Sprach (in der deutschen Übersetzung auch der Name des Raben), eine Anspielung auf das Gedicht Der Rabe von Edgar Allan Poe. Dort heißt es wiederholt: Quoth the raven, „Nevermore.“ Zu deutsch etwa: Sprach der Rabe, „Nimmermehr.“ Unter Ratten wird der Rattentod auch als die „Große Knochenratte“ bezeichnet.

### Binky
Nach einigen äußerst unerfreulichen Zwischenfällen mit Knochenpferden, denen regelmäßig wichtige Teile ihrer Anatomie abfielen, oder Feuerpferden, die immer mal wieder die Stallungen in Brand setzten, hat Tod dazugelernt. Sein bevorzugtes Transportmittel ist inzwischen das gewöhnliche, sterbliche Reitpferd. Nun ja, nicht total gewöhnlich. Es müssen schon die besten, kraftvollsten und klügsten Tiere sein, die Tod für seinen Gebrauch auswählt.
Sein aktuelles Ross heißt Binky, ein weißer Hengst. Binky kann, weil Tod es benutzt, alles, was ein magisches Knochenpferd auch könnte, durch die Luft reiten, so viel Zuladung tragen wie erforderlich oder in andere Dimensionen wechseln. Sattel und Zaumzeug sind bei Binky überflüssig. Wenn er jemanden auf seinen Rücken lässt, fällt der nicht herunter.
Eigentlich gehört Binky Susanne, Tods Enkelin. Er hat ihn ihr geschenkt, da aber ihre Lebensumstände die Haltung eines Pferdes ausschließen, darf er ihn weiter benutzen. Wenn Susanne ihn aber braucht, genügt ein Pfiff und er steht ihr zur Verfügung. Dieses Pferd ist der einzige Grund, aus dem Susanne nicht hundertprozentig danach strebt, endlich ein „normales“ Leben zu führen. Die Vorstellung, niemals mehr auf Binky zu reiten, verursacht ihr Kummer.

### Weitere
- Bill Tür (orig. Bill Door), Tods Pseudonym in Alles Sense, eine Anspielung auf Bill Gates
- Der Flohtod

## Weitere Charaktere

### Der Patrizier

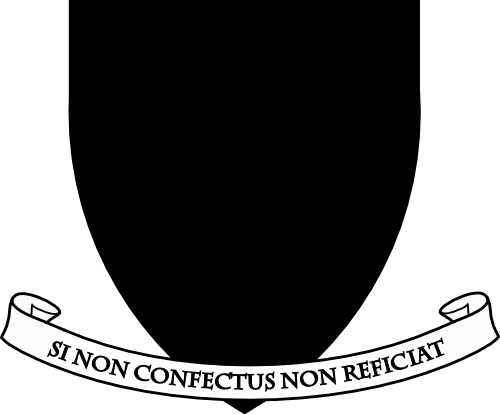
Lord Vetinaris Familienwappen

Lord Havelock Vetinari, der Patrizier von Ankh-Morpork, ist ein elementarer Bestandteil der Stadt. Ohne ihn würde sie wieder in dem Chaos versinken, das geherrscht hatte, bevor er die Macht übernahm.
Der Patrizier ist ein extrem pragmatischer, vorausschauender und kluger Politiker. Sein Charakter verändert sich im Laufe der Scheibenweltromane vom relativ grobschlächtigen tyrannischen Herrscher hin zum eher ironischen und hintersinnigen Regenten. In den frühen Romanen hat Vetinari die Skorpiongruben einfach benutzt, später denkt er höchstens halblaut darüber nach und erzielt trotzdem die gewünschten Resultate.
Der Trick, mit dem der Patrizier die Stadt zum Funktionieren gebracht hat, ist die Organisation von Allem und Jedem in Gilden. Angefangen bei den Bettlern bis hin zu Dieben, Mördern und Prostituierten, alle werden organisatorisch gebunden und sind vor allem selbst für die strikte Einhaltung maximaler und minimaler Quoten verantwortlich. Sein Motto lautet: Wenn man Verbrechen schon nicht aus der Welt schaffen kann, so sollte man es wenigstens organisieren. Diese für alle gewinnbringende Funktionalität, die Vetinari der Stadt gegeben hat, ist der Grund, weshalb die Assassinengilde keine Aufträge für den Patrizier mehr annimmt. Er ist einfach unersetzlich, und alle wissen das.
Vetinari hat selbst eine Ausbildung in der Assassinengilde genossen. Seine Spezialfächer dort waren Gifte und Tarnmaßnahmen, wobei er bei letzterem unentschuldigt fehlte (was die Ansicht der Ausbilder war. In Wirklichkeit tarnte er sich schlicht so gut, dass sie ihn nie bemerkten). Etliche seiner ehemaligen Schulkameraden sind inzwischen Oberhäupter verschiedener Gilden. Wie die Assassinen kleidet Vetinari sich immer in Schwarz, was seine hagere Figur betont. In der Öffentlichkeit trägt er immer ein kleines Käppchen. Er hinkt leicht und benutzt einen Stock, da sein linkes Bein nach einem Anschlag etwas steif geworden ist. Über das Privatleben des Patriziers, so es denn eines gibt, ist nichts bekannt, – hartnäckige Gerüchte sagen ihm allerdings ein Verhältnis mit Lady Margolotta von Überwald nach. Allerdings hat er den alten Terrier Wuffel, sowie nach dessen Tod Herr Quengler, den Hund des verstorbenen Bankdirektors, bei sich aufgenommen und ins Herz geschlossen. Das einzige Hobby, zu dem sich der Patrizier bekennt, ist die Lösung des Samstagskreuzworträtsels in der Times. Dabei geht es für ihn um Minuten und er trägt eine heimliche Privatfehde mit der Chefrätselentwerferin der Zeitung aus.
Im Zuge der Reorganisation der Stadt plante der Patrizier ursprünglich, die Wache, einen Haufen betrunkener und dümmlicher Nichtsnutze, noch weiter verkommen zu lassen. Ihre Hauptaufgabe bestand darin, nächtens durch die Straßen zu ziehen, eine Glocke läutend die Zeit zu verkünden und „Alles ist Gut“ zu rufen. Mit der Ankunft von Hauptmann Karotte und der Verhaftung des Drachens ändert sich das (Wachen! Wachen!).
Vetinari stellt fest, dass es durchaus nützlich ist, eine weisungsgebundene, hartnäckige Polizistentruppe zur Verfügung zu haben, die den teilweise allzu selbstherrlichen Gilden und dem korrupten Adel im Bedarfsfall Feuer unterm Hintern machen kann. Besonders Kommandeur Mumm erfährt nun seine massive Unterstützung und baut die Wache zu einer Gruppe wirklich effizienter Ermittler aus. Mumm dient nur dem Gesetz und agiert in dessen Interesse recht selbständig. Auch wenn er niemals gegen die Anweisungen des Patriziers protestiert, handelt Mumm oft dagegen, was Vetinari weiß und genau so will. Drumknott, Vetinaris Sekretär, sagte einmal über Mumm: Wenn es ihn nicht gäbe, müsstest du ihn erfinden.
Vetinari ist dauerhafter Gastgeber des Universalgenies Leonard von Quirm und lässt sich immer wieder durch dessen Einfallsreichtum inspirieren. Den Patrizier zeichnet ein hohes Maß an Neugier und Risikobereitschaft aus. Innovationen gegenüber ist er aufgeschlossen und verfügt über sehr gute Menschenkenntnis. Die Indienstnahme des verurteilten Betrügers Feucht von Lipwig – zuerst als Postminister, dann als Leiter der Bank – brachte der Stadt die Briefmarke und Geldscheine und in der Folge eine spürbare wirtschaftliche Dynamik.
Vetinaris Herrschaft erwächst aus den genauen Informationen, die er über sein ausgedehntes Informantennetzwerk zusammenträgt. Er überrascht Verhandlungspartner oder Gegner mit kleinen Details ihres Lebens, von denen ihrer Meinung nach absolut niemand gewusst haben kann. Seine Wohlinformiertheit macht es ihm möglich, die verschiedenen Interessenlagen perfekt abzuwägen und letztlich alles zum Wohl der Stadt zu wenden. Er sieht sich als ihr Diener und lebt persönlich äußerst bescheiden. So gesehen ist der Patrizier kein Tyrann im eigentlichen Sinne, sondern eher ein Puppenspieler, an dessen Marionettenfäden alle anderen hängen. Er verabscheut unnötige Gewaltanwendung, zögert aber nicht, nötige Gewalt anzuwenden.
In Scheibenwelt-Verfilmungen ist Vetinari bisher zweimal aufgetreten: In Color of Magic wird er von Jeremy Irons gespielt, in Going Postal von Charles Dance.

### Lady Sybil Käsedick
Lady Sybil (engl. Lady Sybil Ramkin), eine Frau in den besten Jahren, ist von walkürenhafter Gestalt und hat ein einnehmendes Wesen. Die letzte Nachfahrin des uralten ankh-morporkischen Adelsgeschlechts der Käsedicks ist mit dem Herzog und Kommandeur der Stadtwache, Samuel Mumm, verheiratet. Sie haben einen gemeinsamen Sohn, Samuel jun. Die Familie lebt in einer leicht baufälligen Villa im teuersten Viertel der Stadt, in der Teekuchenstraße. Dort stehen auch die Drachenställe, in denen Lady Sybil, manchmal zum Verdruss ihrer Nachbarn, ihrem Hobby der Sumpfdrachenzucht nachgeht. Unter ihrem vollen Namen Sybil Deidre Olgivanna Käsedick veröffentlichte sie das Buch Drachenkrankheiten, einen Bestseller unter Drachenzüchtern.
Sybil Käsedick ist höchst umtriebig: Neben der Drachenzucht betreibt sie das Sonnenscheinheim für hilfsbedürftige Sumpfdrachen und verbringt einen Teil des Tages im Gratishospital in der Bodenbienenstraße.
Seit Jahrzehnten korrespondiert sie mit ihren ehemaligen Mitschülerinnen aus dem Internat für junge Damen in Quirm, die inzwischen reiche und einflussreiche Männer überall auf der Scheibenwelt geheiratet haben. Die Organisation der Reisen, die Käsedick gelegentlich mit Samuel Mumm unternehmen muss, wird dadurch erheblich erleichtert.
Sybil Käsedick ist eine herzensgute Person und hat die Eigenart, auch in anderen zunächst das Gute bis das Beste zu sehen. Darin ähnelt sie Hauptmann Karotte und Zweiblum, dem ersten Touristen der Scheibenwelt. Diese konsequent positive Haltung ruft scheinbar eine analoge Resonanz bei ihrem Gegenüber hervor, sodass Lady Sybil tatsächlich höchst selten schlechten Menschen begegnet. Geschieht das doch einmal, wird sie schnell zu einer fuchsteufelswilden Furie und lässt sich durch nichts aufhalten.

### T.M.S.I.D.R. Schnapper
Treibe-mich-selbst-in-den-Ruin Schnapper (engl. Cut-My-Own-Throat Dibbler) verkörpert zwei Prototypen: den des Selfmademans, der es durch eigene Kraft zum Wohlstand bringen will, und den des betrogenen Betrügers. Schnapper verkauft in Ankh-Morpork alles und ist ein exzellenter Verkäufer mit einem guten Spürsinn für verkaufsrelevante Ereignisse aller Art.
Seine geschäftlichen Wurzeln liegen im Verkauf von Würstchen und Pasteten, die er mit dem Slogan „Garantiert kein Rattenfleisch, alle Schweineteile vor dem Kochen sauber rasiert“ zu jeder Tages- und Nachtzeit anbietet und für die er ein großes Verkaufsgeschick beweist. Aus dieser Tätigkeit resultiert auch sein Name, da er die Würste mit dem Kommentar „Und damit treibe ich mich selbst in den Ruin“ verkauft. Den Satz hat er von Samuel Mumm übernommen (Die Nachtwächter), da ihm dieser zweckmäßig und wahr erschien.
Zwischenzeitlich kann er sichtbare Erfolge und große Einnahmen vorweisen, so als Manager der Rollenden Steine, der ersten Rockband der Scheibenwelt, und in Voll im Bilde als Betreiber eines Filmstudios in Holy Wood und eines Kinos in Ankh-Morpork. Am Ende einer Geschichte steht er jedoch wieder am Anfang.
Terry Pratchett nutzt die Figur des Schnapper als Archetyp für einen bestimmten Menschenschlag, der scheibenweltweit auftritt. Quasi als Universalkunde von Schnapper hat Rincewind seine verschiedenen Inkarnationen kennengelernt und dabei deren jeweilige Spezialität erworben und konsumiert:
- die uralten Eier von S.m.e.d.B.a. (Schlitze-mir-ehrenvoll-den-Bauch-auf) Schnapphala in Hunghung,
- die Gourmetpastete in Erbsensuppe von Faires-Geschäft Schnapper auf XXXX,
- Al Schnapplers höchst verdächtiges Couscous,
- den grässlichen Yakbuttertee von Möge-ich-nie-Erleuchtung-erfahren Schnapplang,
- das fragwürdige Smörgsbord von Schnapp Schnappersonson,
- die schaudererregenden Speckbrocken von Man-stoße-mich-in-mein-eigenes-Eisloch Schnapooki und schließlich alles mit
- dem grünen Bier von Verschlucke-meinen-eigenen-Blasrohrpfeil Schnang Schnang, heruntergespült.

### Imp y Celyn
Imp y Celyn, ein junger Mann druidischer Abstammung und aus Llamedos, ist der Protagonist im Roman Rollende Steine.
In gemeinverständliches Morporkisch übersetzt, bedeutet sein Name so viel wie Knospe der Stechpalme (engl. Bud of the Holly), eine Anspielung auf Buddy Holly.
Imp ist ein professioneller Harfenspieler, der nach einem heftigen Streit mit seinem Vater auszieht, um der berühmteste Musiker der Scheibenwelt zu werden. In Ankh-Morpork angekommen, lernt er schnell, dass dort nur Musik machen darf, wer in der Musikergilde organisiert ist. Die Mitgliedsgebühr übersteigt zwar seine Barschaft, doch im Wartezimmer der Gilde trifft er den Zwerg Glod Glodson und den Troll Lias, die sich in derselben Lage befinden und mit denen er die Band Mit Steinen Drin gründet.
Nachdem die Harfe versehentlich von Lias zerstört wird, erwirbt Imp y Celyn in einem obskuren Laden eine Gitarre. Damit wird er der erste Rockgitarrist der Scheibenwelt und seine „Musik Mit Steinen Drin“ bringt die Zuhörer zu bis dato unbekannten Emotionen und Verhaltensweisen. So nehmen sie merkwürdige Gewohnheiten an, kleiden sich in fragwürdiger Mode und wollen selbst sofort Musik mit Steinen drin machen.
Tods Enkelin Susanne Sto Helit verliebt sich in Imp und entdeckt, dass dessen neue Gitarre von einer Art Musikdämon besessen ist. Dadurch spielt nicht Imp das Instrument, sondern dieses ihn, was in der Folge auf seinen Tod hinauslaufen würde. Mit Rücksicht auf seine Enkelin ändert der Tod das Schicksal des Musikers. Als neuen Angestellten in einer Fischbraterei lernt ihn Susanne noch einmal neu kennen.

### Glod Glodson
Glod Glodson ist ein männlicher Zwerg und von Beruf Musiker. Glod ist der Hornbläser der „Band Mit Steinen Drin“ und immer auf die Einnahmen bedacht. Selbst für zwergische Verhältnisse gilt Glod als sehr klein. Sein berühmtester Ausspruch lautet: „Der innigste Wunsch eines Musikers besteht darin, bezahlt zu werden.“ Er tritt in dem Buch Rollende Steine auf.

### Lias Blaustein
Lias ist ein Troll und das dritte Mitglied der „Band Mit Steinen Drin“. Seine Musik erzeugt er, indem er unterschiedlich große Steine rhythmisch gegeneinander schlägt und so der Band und der Musikrichtung den Namen gibt. Später entschließt er sich, unter dem Künstlernamen Klippe (engl.: Cliff) aufzutreten.

### Lu-Tze, der Kehrer
Lu-Tze tritt in verschiedenen Romanen der Scheibenwelt als Nebenfigur auf. Der Zeitdieb sieht ihn allerdings als eine Hauptfigur. Er ist 800 Jahre alt und Chef-Kehrer im Kloster Oi Dong, dem Wohnsitz der Geschichtsmönche. Er ist ein alter, hutzeliger, kleiner Mann, der stets fadenscheinige Kleidung trägt. Sein Hobby ist die Züchtung von Bonsai-Bergen. Besonders stolz ist er, wenn es ihm dabei gelingt, Vulkanismus hervorzurufen.
Wie andere Weisheitssucher, die tausende Meilen gehen, um ins Erleuchtungsland zu kommen, verließ Lu-Tze ebendieses, um in der Ferne Erleuchtung zu erwarten. Bei Frau Marietta Kosmopilit, Quirmstraße 3, Ankh-Morpork, Zimmer günstig zu vermieten, fand er den Weg des Kehrers. Alle Weisheit, die er in seiner nicht eben geringen Lebensspanne zu erinnern für würdig befunden hat, sammelte er in den drei Monaten, die er dort verbrachte. Darunter so wesentliche wie die universelle Antwort auf die Warum-Frage: Deshalb! Oder tiefschürfendes wie: Es wird nicht besser, wenn du dich kratzt! Und: Wer lange genug wartet, bekommt alles! Frechen Novizen, die den Weg des Kehrers nicht verstehen oder gar meinen, solche Redensarten finde man auf Zetteln in Glückskeksen, erklärt er ungerührt, dass es eben sein Weg sei.
Obwohl das Kehren eine extrem niedrigstehende, ja verachtete Tätigkeit ist, genießt Lu-Tze einen legendären Ruf und sein inoffizieller Status kommt dem des Abtes verdächtig nah. Lu-Tzes Leistungen gelten bei den Novizen als Synonym für das möglich gewordene Unmögliche. Die Spezialität der Geschichtsmönche, das Schneiden der Zeit – wodurch eine Minute auf Stunden oder gar Tage gestreckt werden kann – beherrscht der Kehrer wie kein anderer, Lobsang Ludd einmal ausgenommen. Im Übrigen verlässt er sich auf seine Pfiffigkeit und die Wirksamkeit der Regel Nummer Eins: Verhalte dich nie unvorsichtig gegenüber kleinen, kahlköpfigen und verhutzelt wirkenden alten Männern!
„Eine gute Regel, die Regel Nummer Eins,“ kommentiert Lu-Tze und sorgt dafür, dass möglichst viele diese Regel lernen und beachten.

### Maurice, der Kater
Maurice, der Kater, ist die Hauptfigur des ebenso betitelten Scheibenweltromans. Herr Wunder Maurice ist ein schlammbrauner, gescheckter Straßenkater mit narbigem Gesicht und ziemlich zerfetzten Ohren. Er kann sprechen und ist neben dem Rattenclan, Gaspode und dem Raben aus „Rollende Steine“ eines der wenigen Tiere der Scheibenwelt, die diese bemerkenswerte Fähigkeit erworben haben.
Maurice fürchtet, dass ihm das Denken und Sprechen zugestoßen sind, nachdem er eine der neuen, intelligenten Ratten gefressen hat, die auf dem Abfallhaufen der Unsichtbaren Universität lebten und ständig magisch kontaminiertes Futter konsumierten. Da er inzwischen mit diesen Ratten zusammenarbeitet, kennt er sogar ihren Namen, sie hieß Konservierungsstoffe.
Die Veränderten, wie sich der Rattenclan auch nennt, folgen einem Traum. Sie möchten auf einer einsamen Insel eine echte Rattenzivilisation aufbauen. Maurice, der als echter Straßenkater genau weiß, wie die Welt funktioniert, überzeugt sie, dass sie dafür Geld brauchen.
Unter seiner Leitung beginnt er mit den Ratten und mit Keith, einem dumm aussehenden Jungen, ein einträgliches Geschäft. Der Clan besteht aus etwa 100 Mitgliedern. Sobald sie in eine neue Stadt kommen, inszenieren sie zunächst eine eindrucksvolle Rattenplage, pinkeln in die Sahne, schwimmen in der Badewanne, klauen den Senioren die Gebisse. Solch dreiste Aufdringlichkeit weckt in den Bürgern schnell das Bedürfnis nach einer Lösung für das Rattenproblem. Dann tauchen Maurice und Keith, der Flötenspieler, auf und bieten ihre teuren Dienste an. Nachdem sie kassiert und das verdiente Geld gleichmäßig durch drei geteilt haben, lockt der Rattenpfeifer die Ratten aus der Stadt und der Trupp verschwindet auf Nimmerwiedersehen.
Da Gefährliche Bohnen, der Rattenphilosoph, ihr Tun für unethisch hält, ist Bad Blintz, ein Kurort in Überwald, die Endstation für den Rattenfängertrick. Dort decken sie eine üble Verschwörung der ortsansässigen Rattenfänger auf und vernichten einen bösartigen Rattenkönig. Die Ratten einigen sich schließlich mit der Bevölkerung auf die friedliche Koexistenz zwischen Ratte und Mensch. Verhandlungsführer bei diesen Gesprächen ist natürlich Maurice. Der Rattenclan wird in Bad Blintz zur Touristenattraktion und alle leben glücklich und zufrieden, bis auf – Maurice. Dem ist das alles deutlich zu rührselig. Er zieht also wieder in die Welt und sucht sich den nächsten dumm aussehenden Jungen, um mit ihm das zu tun, was Katzen am besten können: Die Träume der Leute erkennen und sie zu manipulieren.

### Nutt
Herr Nutt ist ein Experiment, sowohl physisch wie auch psychisch. In der Dunklen Zeit in Überwald wurden Orks von den Igors als lebende Waffen künstlich entwickelt und zusammengebaut oder vielleicht sogar in Bottichen zusammengebraut. Ihre Kampfkraft soll überwältigend und sie müssen extrem schwer zu töten gewesen sein. Das Wort Ork ruft jedenfalls überall auf der Scheibenwelt nach wie vor Angst und Entsetzen hervor.
Als einer der wenigen überlebenden Orks wird Nutt vom omnianischen Unterunterdekan Pastor Himmelwärts (siehe: Lords und Ladies) gefunden und befreit. Man hatte ihn von Geburt an sieben Jahre an einen Amboss gekettet.
Himmelwärts gibt den Ork in die Obhut von Lady Margolotta von Überwald, die ihm eine universelle Ausbildung verpasst. Er darf in ihrem Schloss alles lesen, alles fragen, jede Hilfe in Anspruch nehmen. Er lernt schnell, umfassend und gut, d.h., er spricht 16 Sprachen und beherrscht verschiedene Handwerkskünste, darunter Schmieden, Lederverarbeitung und Alchemie. Er ist ein Universalgenie, das sich seiner selbst jedoch extrem unsicher ist. Ständig zweifelt er an seinem Wert und versucht sich selbst durch gute Leistung mehr Wert zu verleihen. Der Satz, der ihn antreibt lautet: Die Welt sollte ein besserer Ort geworden sein, wenn du sie schließlich verlässt.
Auf Bitten von Lady Margolotta wird Nutt, um seine Ausbildung abzurunden, von Vetinari in die Stadt und die Universität eingeschleust. Zur Tarnung seines wahren Wesens gibt er sich als Goblin aus und arbeitet zunächst als Kerzentropfer in den unterirdischen Gewölben der Unsichtbaren Universität. Nach einem Zwischenspiel als erfolgreicher Fußballtrainer der Universitätsmannschaft (siehe: Der Club der unsichtbaren Gelehrten) geht er mit seiner Freundin Glenda Zuckerbohne zurück nach Überwald, um Pastor Himmelwärts bei der Suche nach weiteren überlebenden Orks zu unterstützen.
Mit der Einführung von Orks und Goblins greift Terry Pratchett in den neueren Büchern verstärkt auf das große Erbe von J. R. R. Tolkien und seinen Herrn der Ringe zurück. Auch die Andeutung eines Dunklen Herrschers, der Kreaturen wie die Orks erzeugte, weisen in diese Richtung.

### Cohen der Barbar
Cohen ist ein sehr alter Held und spielt in etlichen Romanen der Scheibenwelt eine Rolle. In Echt Zauberhaft spielt er, begleitet von der Grauen Horde und Rincewind, dem Zauberer, die Hauptrolle. Cohen ist alt, aber das besagt nur, dass er viel Erfahrung darin hat, seinen Willen durchzusetzen und zu überleben. Das Alter und seine Gebrechen sind nicht spurlos an Cohen vorübergegangen. Er hat Rückenschmerzen, jede Menge Zipperlein, einen Hämorrhoidenring am Sattel hängen und lispelt, weil ihm die Zähne fehlen. In Das Licht der Phantasie lässt er sich schließlich ein Gebiss aus den Splittern eines Trollzahnes machen, aus lupenreinen Diamanten. Allen Alterserscheinungen zum Trotz ist er nach wie vor ein unbesiegbarer Kämpfer, den höchstens ein unvorhergesehener Hexenschuss stoppen kann.
In Hunghung, der Hauptstadt des achatenen Reiches, erobert Cohen mit der Grauen Horde (einer Gruppe pensionsreifer Helden) den Thron. Er herrscht als Kaiser Cohen und dachte eigentlich, sich in dieser Position zur Ruhe gesetzt zu haben. Er hat alles, aber wie sich zeigt, ist das nicht genug. Ihm wird langweilig. Leute, die sich langweilen, kommen auf dumme Ideen. Alte Helden sind da keine Ausnahme. Nachdem Mazda, der erste Held, den Göttern das Feuer gestohlen hatte, will ihnen Cohen, als quasi der letzte Held, das Feuer zurückbringen, … aber mit Zinsen! (Wahre Helden). Dass er damit das Ende der Welt hervorrufen würde, interessiert ihn nicht sonderlich, vor allem, weil er nichts davon ahnt. Erst ein abenteuerlich eingeflogenes SEK, bestehend aus Hauptmann Karotte, Leonard von Quirm und Rincewind, erklärt ihm die Lage. Aber erst, nachdem ihm der Barde klargemacht hat, dass anschließend niemand mehr da sei, der die große Saga über seine Heldentaten singen, geschweige denn hören könne, nimmt Cohen Abstand vom Attentatsplan. Dummerweise ist die Bombe schon scharf gemacht. Die Graue Horde stürzt sich daher selbst mit der Bombe vom Cori Celesti. Die Explosion am Fuße des Berges ist gewaltig, Cohens Schicksal scheint klar oder nicht?
Das Unsicherheitsprinzip lässt Zweifel offen. Immerhin wurden keine Leichen gefunden und es ist verbürgt, dass später einige alte Männer auf fliegenden Pferden den Felsen aufsuchen, an den Mazda seit 10.000 Jahren gefesselt ist und wo allmorgendlich ein Adler seine nachwachsende Leber frisst. Sie durchtrennen seine Ketten, schütteln ihm die Hände und lassen ein sehr scharfes Schwert zurück.
Zur Figur des Cohen wurde Terry Pratchett durch Conan den Barbaren inspiriert, die er mit der Überlegung anreichert, wie Conan als Tattergreis wohl an die Welt herantreten würde.

### Hrun der Barbar
Hrun der Barbar taucht vornehmlich in den Geschichten mit Rincewind auf. Der Barbar stammt aus den mittwärts gelegenen Gebieten der Scheibenwelt und ist hauptberuflich Held. In Die Farben der Magie besitzt er ein schwarzes Schwert namens Kring, welches aus einem Blitz geschmiedet wurde und sprechen kann.

### Zweiblum
Zweiblum spielt in mehreren Bänden der Scheibenweltromane, meist an der Seite von Rincewind, die Hauptrolle. Er ist Risikoanalyst bei einer Versicherung und stammt aus dem Achatenen Reich. Mit seiner, inzwischen von Lord Hong ermordeten, Frau hat er zwei Töchter. Nachdem er beschlossen hatte, seine Ferien jenseits der großen Mauer zu verbringen, gilt er als der erste Tourist der Scheibenwelt. Mit Truhe im Schlepptau kommt er in Ankh-Morpork an, trifft dort auf Rincewind, der sein Führer und Übersetzer wird, und gemeinsam erleben sie Stadt und Land aus einer völlig neuen Perspektive.
Die Weltsicht des Touristen unterscheidet sich von der normaler Menschen und folgt dabei vier ehernen Gesetzen:
- § Eins – Touristen kann nichts Böses oder Gefährliches widerfahren, da sie ja nur Zuschauer sind.
- § Zwei – Sollten sie, wider Erwarten, einmal in eine brenzlige Situation geraten, löst die sich wegen § Eins sicher in Wohlgefallen auf.
- § Drei – Es gibt nichts Hässliches, Schmutziges oder Ekelhaftes auf der Welt, denn
- § Vier – Alles, was der Tourist sieht, hört, riecht oder schmeckt, ist schlimmstenfalls pittoresk, folkloristisch, malerisch oder ethnisch.
- § Vier b – Wenn man als Tourist mit den Ausländern nur laut und deutlich genug redet, müssen sie das verstehen.

Später, nach seiner Heimkehr, verfasste Zweiblum eine Art Reisebericht, worin er seine Erlebnisse und Eindrücke schildert (Echt zauberhaft). Sein harmloser Text Wie ich meine Ferien verbrachte avancierte im Achatenen Reich schnell zur Kampfschrift. Er wurde heimlich, von Hand, tausendfach kopiert. Es kam zur Bildung einer Guerillabewegung und zu revolutionären Aufständen. Am Ende übernahm Cohen der Barbar den verwaisten Thron und ernennt Zweiblum zu seinem Großwesir.
In dem Film „Color of Magic“ wurde Zweiblum von Sean Astin gespielt.

### Leonard von Quirm
Leonard von Quirm ist ein Universalgenie und taucht in vielen Scheibenweltromanen als maßgebliche Nebenfigur auf. Seine Interessen erstrecken sich von Mechanik, Alchemie und Physik bis zur bildenden Kunst und zur Botanik. Für ihn ist einfach alles interessant.
Ein so genialer Geist, gepaart mit einer gewissen Naivität, kann gefährlich missbraucht werden. Der Patrizier hält Leonard deshalb in einer zum Labor ausgebauten Mansarde unter Verschluss. Den stört das nicht weiter, solange er seiner Arbeit nachgehen kann.
Während er an praktischen Dingen wie an der Maschine-die-Kaffee-macht arbeitet (bei der Benennung seiner Kreationen versagt Leonards Genie leider völlig) oder ein hübsches Porträt zeichnet, tauchen in seinen Notizen, ganz nebenbei, Konstruktionspläne für die tödlichsten Kriegsmaschinen auf, – mit Materialliste und Bauanleitung. Diesen Kollateralnutzen seines Schaffens ignoriert er weitgehend und kommentiert höchstens lakonisch: „Niemand würde es wagen so etwas zu bauen. Warum sollte man so etwas anderen Menschen antun?“ Vetinari schätzt Leonards Gesellschaft. Über das Leben außerhalb seines Labors spricht er sachlich und analytisch, wie über eine andere Welt. Demnach ist er der ideale Gesprächspartner für den Patrizier.
Bei zwei Gelegenheiten lässt Vetinari seinen Leonard von der Kette. Als die Insel Leshp aus dem Meer auftaucht (Fliegende Fetzen) und ein Krieg zwischen Klatsch und Ankh-Morpork droht, bedient er das von ihm entwickelte Sicher-unter-der-Meeresoberfläche-reisen-Gerät, kurz, Das Boot, um das Phänomen näher zu studieren. Damit das Ende der Welt nicht stattfindet, führt ihn sein zweiter Ausflug mit einem selbst konstruierten Fluggerät, dem Milan, auf den Cori Celesti, den Sitz der Götter. Beide Missionen enden erfolgreich und Leonard kehrt danach jedes Mal freiwillig in Vetinaris Gewahrsam zurück. Die Menschen draußen sind ihm definitiv zu verrückt.
Mit Leonard von Quirm persifliert Terry Pratchett die Figur von Leonardo da Vinci.

### Giamo Casanunda
Der Zwerg Giamo Casanunda taucht in verschiedenen Scheibenweltromanen auf, sofern sie in Lancre oder den Spitzhornbergen spielen. Dort, in den kleinen Königreichen, ist er ein gern gesehener Gast. Da der Hausherr bei seinen Besuchen merkwürdigerweise meist abwesend ist, frönt er seiner Leidenschaft – der Liebe – zur Not mit Hilfe einer Trittleiter.
Casanunda ist ein völlig aus der Art geschlagener Zwerg mit leichtem Hang zur Klaustrophobie. Er glaubt fest an die Kunst der Verführung und entwickelt dabei häufig eine zwergentypische Aufmerksamkeit fürs Detail. Er behauptet von sich, der zweitbeste Liebhaber der Scheibenwelt zu sein. Der Beste, nein, dann bräuchte er sich ja keine Mühe mehr zu geben. In Zeiten der Not betätigt er sich als Straßenräuber und gibt sich gelegentlich als Graf aus. Auf seiner Visitenkarte ist neben dem Liebhaberstatus folgendes vermerkt: Wir schlafen nie! Geschickter Schwertkämpfer! Abenteuerlustiger Söldner! Unverschämter Lügner! Repariert Trittleitern!
In Lords und Ladies trifft Casanunda auf Nanny Ogg und ist fasziniert. Er verabredet sich mit ihr auf ein Tähtatäht in der Taverne Ziege und Busch. Mit Nanny lernt der Zwerg ganz neue, überraschende Qualitäten eines Candlelight-Dinners zu schätzen.
Casanundas Name ist eine Anspielung auf Giacomo Casanova und im Englischen ein Wortspiel mit dem Wortpaar over – under.

### Absolut Bekloppter Johnson
Der Absolut Bekloppte Johnson heißt mit bürgerlichem Namen Bergholt Stuttley Johnson. Möglicherweise verbirgt Pratchett im Namen dieser Figur eine Anspielung an den englischen Landschaftsgärtner Capability Brown. Im Gegensatz zu Leonardo von Quirms Universalgenie ist der Absolut Bekloppte Johnson ein totales Ungenie.
Der Unterschied zwischen beiden liegt im Ergebnis. „Niemand wusste genau, welche Kräfte die Entwürfe des Absolut Bekloppten Johnson anzapften, aber das Ergebnis sah folgendermaßen aus: Die läutende Sonnenuhr explodierte oft; das Mosaikpflaster hatte Selbstmord begangen; die gußeisernen Gartenmöbel waren schon dreizehnmal geschmolzen.“ (Echt zauberhaft)
Johnson neigt zu Berechnungsfehlern, was unter anderem zu einem 0,5 Meilen langen und einem halben Zoll breiten Forellenteich und einem bewohnbaren Gewürzständer führte. Das Rad, bei dem Pi gleich 3 ist, das Johnson in die Sortiermaschine der Post einbaute, führt zum endgültigen Zusammenbruch des Postbetriebes. Die Menge des Zustellmaterials erhöhte sich ins Unermessliche, weil die Maschine Briefe ausspuckte, „die nicht geschrieben worden waren, vielleicht einmal geschrieben werden würden oder geschrieben werden sollten, oder Briefe, von denen die Leute schworen, dass sie sie einmal geschrieben hatten, obwohl das gar nicht der Fall war […]“.
Da Johnson überall scheiterte, sein Scheitern aber nicht wahrhaben wollte, gibt es kaum einen Lebensbereich, den er nicht mit einem seiner Entwürfe beglückt hätte. Auch ein Badezimmer in der Unsichtbaren Universität gehört dazu. Aus gutem Grund war es lange Zeit zugenagelt und mit einem unübersehbaren Warnschild versehen. Erzkanzler Ridcully – typisch Zauberer – wollte wissen warum. Nur so viel: Nach dem zweiten Bad, als er eine bestimmte Armatur probiert hatte, ließ er es wieder versiegeln. (Schweinsgalopp)
Eine echte Spezialität des Absolut Bekloppten Johnson sind seine Orgeln. Es gibt einige Exemplare davon auf der Scheibenwelt. Die Unsichtbare Universität und das Schloss des Grafen Elstyr in Überwald sind verbriefte Standorte. Allein die Tatsache, dass überhaupt mehrere Modelle existieren, legt nahe: Johnson kann beim Orgelbau nicht alles falsch gemacht haben. Liebhaber obskurer Klänge und origineller Geräuscheffekte jedenfalls schätzen seine Konstruktionen sehr.

### Grässliche Gruppe
Die Grässliche Gruppe ist eine Gemeinschaft von wirklich armen Bettlern. Die Gruppe oder zumindest Teile von ihr taucht in fast jedem Scheibenweltroman auf, der in Ankh-Morpork spielt. Das verwundert nicht, schließlich wohnt die Grässliche Gruppe am Ankh unter der Schlechten Brücke. Arbeit steht bei der Grässlichen Gruppe nicht hoch im Kurs. Am nächsten kommt sie dieser fragwürdigen Tätigkeit, als sie in „Die volle Wahrheit“ gegen Entgelt die ersten Exemplare der Ankh-Morpork Times verbreiten.
Die Grässliche Gruppe ist so grässlich, dass sich die Bettlergilde weigert, sie als Mitglieder aufzunehmen. Sie überlegt sogar eher, die Grässliche Gruppe aus der Stadt zu verbannen. Letztlich kommt es nie dazu, denn selbst Bettler brauchen jemanden, auf den sie herabschauen können.
Mitglieder der Grässlichen Gruppe
- Arnold Seitwärts
Arnold Seitwärts hat keine Beine und schiebt sich auf einem Wägelchen durch die Straßen.
- Stinkender Alter Ron
Der Gestank des Stinkenden Alten Rons hat eine eigene Persönlichkeit.
- Henry Husten
Niemand kann so ausgiebig husten wie Henry Husten.
- Insgesamt Ingobert
Insgesamt Ingobert verkörpert mit seiner multiplen Persönlichkeit gleich acht Mitglieder der Grässlichen Gruppe, und keine von ihnen heißt Ingobert.
- Entenmann
Dem Entenmann sitzt eine Ente auf dem Kopf, was er allerdings nicht zu bemerken scheint.
- Gaspode
Gaspode ist ein räudiger Terrier, der sprechen kann. Er ist das Gehirn der Grässlichen Gruppe und sehr mutig. Immerhin beißt er einmal einem Werwolf in die wichtigsten Teile und überlebt (Der fünfte Elefant).
- Tod
Für kurze Zeit, während seines Urlaubs, war auch Tod Teil der Grässlichen Gruppe (Rollende Steine). Die anderen Mitglieder nannten ihn Herr Eintönig.

### Feucht von Lipwig
Feucht von Lipwig (engl. Moist von Lipwig) ist die Hauptfigur der Romane Ab die Post, Schöne Scheine und Toller Dampf voraus (engl. Going Postal, Making Money und Raising Steam). Ursprünglich ist er ein gewiefter Gauner, Betrüger, Hochstapler und Fälscher. Unter dem Namen Albert Spangler, einem seiner vielen Pseudonyme, wurde Lipwig verurteilt und gehängt. In letzter Sekunde rettet ihn eines von Lord Vetinaris geheimen Resozialisierungsprogrammen. Vor die Wahl gestellt, tatsächlich zu sterben oder das Amt des Postministers zu übernehmen, fällt die Entscheidung leicht.
Begleitet von Herrn Pumpe, ein Golem und sein Bewährungshelfer, nimmt Feucht von Lipwig – erstmals seit Jahren unter wahrem Namen – die Arbeit auf, und die ist gewaltig. Seine drei Vorgänger sind samt und sonders merkwürdigen Unfällen zum Opfer gefallen, und das ganze Postwesen reduzierte sich auf das baufällige Postamt und zwei obskure Angestellte. Nachdem er den Laden auf Vordermann gebracht und nebenbei die Briefmarke erfunden hat, beginnt Feucht von Lipwig sich zu langweilen.
Vetinari, der so etwas vorausgesehen hat, bietet ihm einen neuen Job an, als Chef der königlichen Münze. Feucht ziert sich, kann aber schließlich nicht umhin, die Stelle des stellvertretenden Bankdirektors anzunehmen. Sein Chef ist Herr Quengler, ein wurstförmiger Terrier, den die verstorbene Bankdirektorin Tüppi Üppig an Feucht von Lipwig vererbt, inklusive 51 % der Bankaktien. Gegen den erbitterten Widerstand der restlichen Üppigs saniert Feucht das marode Bankensystem, erfindet die Banknote und schenkt dem Ankh-Morpork-Dollar den neuen Gold-Golem-Standard.
Seine Verlobte, Adora Belle Liebherz, Kettenraucherin und Golembefreiungsaktivistin, marschiert nämlich auf dem Höhepunkt der Bankenrettungsschlacht mit 4000 Golems in die Stadt ein. Merkwürdigerweise gehorchen sie allein Feucht von Lipwig, der ihnen befiehlt, sich außerhalb der Stadt selbst einzugraben und auf neue Befehle zu warten.
Im dritten Buch Toller Dampf voraus, beauftragt Lord Vetinari Feucht von Lipwig erneut, sich eines neu aufkeimenden Problems der Stadt anzunehmen: Diesmal ist es die neu erfundene Eisenbahn samt neu gegründeter Eisenbahn-Gesellschaft.

### Die Rufende Dunkelheit
Die Rufende Dunkelheit ist eine Entität, die von allen Höhlenvölkern gefürchtet wird.
In „Klonk“ schreibt ein Zwerg, der von seinen Auftraggebern verraten und sterbend in der Dunkelheit zurückgelassen wird, mit Blut die Runen der Rufenden Dunkelheit an eine Tür.
Die Rufende Dunkelheit besitzt selbst keinen Körper und ergreift deshalb Besitz von anderen Wesen, die vom Zorn bestimmt sind. Anschließend sorgt sie für Gerechtigkeit, was allerdings den Wirt der Rufenden Dunkelheit tötet.
Sam Mumm ist die einzige Person, der es jemals gelang, die Rufende Dunkelheit zu besiegen.

## Lebewesen

### Untote
Die Untoten gehören nur bedingt der Kategorie „Lebewesen“ an, da sie eigentlich tot sind. Da sie jedoch weiter existieren und unter den Lebenden weilen, sitzen sie sprichwörtlich „zwischen den Stühlen“. Es gibt vier große Gruppen von Untoten, die jede für sich höchst spezifische Eigenschaften verkörpern:
- Vampire sind eine sehr langlebige, parasitäre Lebensform. Sie ernähren sich von (üblicherweise menschlichem) Blut, können sich in Fledermäuse verwandeln, haben einen ausgezeichneten Gehörsinn und sind physisch sehr stark. Die modern eingestellten Vampire engagieren sich in der „Liga der Enthaltsamkeit“, kompensieren ihre Blutabhängigkeit durch eine andere Obsession und tragen zum Zeichen ihrer Zugehörigkeit deutlich sichtbar ein schwarzes Band.
- Werwölfe sind eine langlebige morphologisch instabile Lebensform, unterliegen bei bestimmten Mondphasen dem Zwang zum Gestaltwechsel. Sie haben unnatürlich gute Regenerationseigenschaften, einen extrem guten Geruchssinn, sind physisch sehr stark, verlieren in Wolfsgestalt allmählich die Intelligenz, haben große Probleme mit ihrer Behaarung und verschiedensten Hundekrankheiten. Als tödliches Gegenmittel gegen Werwölfe funktioniert grundsätzlich Silber.
- Zombies sind unsterblich, weil sie bereits tot sind, diesen Umstand aber nicht akzeptieren wollten. Sie sind sehr trockene, mumifizierte Gestalten, die eigentlich nur auf Feuer sensibel reagieren. Verlorene Körperteile lassen sich jedoch leicht wieder annähen. Die prominentesten Zombies der Scheibenwelt sind Korporal Reg Schuh und der Rechtsanwalt Herr Schräg.
- Banshees sind weitgehend unerforschte, flugfähige Wesen, die mit ihren grässlichen Schreien anderen Lebewesen den bevorstehenden Tod verkünden. Diesen vollstrecken sie oftmals selbst.

### Trolle
Die Trolle der Scheibenwelt sind eine siliziumbasierende Lebensform. Sie streiten regelmäßig mit den Zwergen, wer die ältere Gattung sei. Trolle sind potenziell hochintelligente Wesen, aber die vergleichsweise hohe Umgebungstemperatur beeinträchtigt die Leitfähigkeit ihrer Gehirne. In Helle Barden löst Feldwebel Detritus, eingesperrt ins Kühlhaus der Zukunftsschlachthöfe, die mathematischen Probleme der universellen Weltformel. Wieder auf Normaltemperatur gebracht, wirkt er so dumm wie zuvor.
Trolle unterscheiden einander anhand des Gesteins, aus dem sie bestehen. Meist drückt sich das in ihrer Namensgebung aus. Das reicht von Koprolith über Asphalt und Ziegel bis zum Feldwebel Detritus. Ganz selten entsteht ein Troll aus purem Diamant. Er wird automatisch zum König aller Trollclans und nennt sich Herr Schein (siehe: Klonk).

### Igors
Mit dem Scheibenwelt-Roman Carpe Jugulum (Ruhig Blut) hat Terry Pratchett das Konzept der „Igors“ eingeführt. Es handelt sich dabei um Personen einer großen Gruppe gleichnamiger Diener – männlich „Igor“, weiblich „Igorina“ – aus Überwald, die als Assistenten und Diener für exzentrische oder ziemlich wahnsinnige Herren arbeiten, was auch Vampire oder Werwölfe umfassen kann.
Sie sind in Aussehen und Gestalt eine Mischung aus Frankensteins Gehilfe und Frankensteins Monster, mit dem Wissen von Dr. Frankenstein selbst. Da sie sich selbst kontinuierlich mit Körperteilen Verstorbener verbessern, sind sie Experten für Transplantations-Medizin. Alle Igors lispeln und hinken, weil es sich aus ihrer Sicht so gehört, unterlassen es jedoch auf ausdrücklichen Wunsch.
Im Laufe der Zeit ist ein junger Igor – mit Ambitionen auf dem Gebiet der Genetik – Mitglied der Stadtwache von Ankh-Morpork geworden.

### Goblins
Ähnlich wie die Orks werden auch die Goblins spät als Bewohner der Scheibenwelt eingeführt. In seinen letzten Romanen greift Terry Pratchett aber verstärkt auf Figuren und Ideen des Tolkien-Universums zurück (siehe: Club der Unsichtbaren Gelehrten und Steife Prise).
Goblins sind die einzigen Lebewesen, die von allen anderen übereinstimmend als Ungeziefer gesehen werden. Über die Jahrhunderte hat das zu einer extrem fatalistischen Haltung der Goblins geführt, die sich selbst als des Lebens unwert betrachten. Ihr Gruß ist „Durchhalten“, was so viel wie „Überlebe“ bedeutet. Sie leben in Clans, die sich an Orten verstecken, wo sonst niemand leben will oder kann.
Ihre Religion, das Unggue Had, schreibt vor, die wichtigsten körperlichen Abscheidungen – Ohrenschmalz, abgeschnittene Finger- und Fußnägel und Nasenschnodder – als weiterhin dem Körper zugehörig zu betrachten und aufzubewahren. Nur so kann am Ende ihres Lebens ein ganzer Körper begraben werden. Zum Zwecke der Lagerung fertigen sie wunderschöne Töpfe aus wertvollen Materialien an, die immer wieder Grund für Raub und Diebstahl an den Goblins liefern.
Am Ende von „Steife Prise“ fordert Samuel Mumm sämtliche Gefallen ein, die ihm geschuldet werden, damit alle relevanten Herrscher der Scheibenwelt die Goblins als schützenswerte Lebewesen anerkennen. Einen Beitrag, die bis dato herrschende Einstellung nachhaltig zu verändern, leistet die wunderschöne, von einem Goblin im Opernhaus von Ankh-Morpork gespielte Harfensymphonie.

### Golems
Golems sind Wesen aus einer frühzeitlichen Kultur mit menschenähnlicher Gestalt, die aus Ton gebrannt wurden. In ihrem Kopf befindet sich eine Schrift mit heiligen Texten, durch die sie zum Leben erwachen. Diese Schrift heißt CHEM.
Die Figur entstammt der jüdischen Literatur und Mystik (siehe auch Golem). Auch diese trägt einen Zettel in ihrem Kopf, die Schem genannt wird, was wiederum die Abkürzung für HaSchem ist.
Golems werden als Maschinen verstanden und auch so eingesetzt, wobei die Menschen ihnen meistens mit Misstrauen begegnen. Wird einem Golem eine Arbeit zugewiesen, hört er erst damit auf, wenn er fertig ist.
Auf diese Weise kam es zu Zwischenfällen durch Golems, die man vergessen hatte.
Der erste Golem in den Scheibenweltromanen heißt Dorfl und taucht erstmals im Buch Hohle Köpfe auf. Im Laufe der Handlung geschehen drei wichtige Ereignisse, die zur Entwicklung der Golem zu eigenständigen Wesen führen.
1. Der Golem wird von Karotte Eisengießersohn gekauft, dieser steckt ihm die Kaufquittung anstelle der Chem in den Kopf, wodurch der Golem frei wird.
2. Die Chem wird Dorfl im Kampf aus dem Kopf gerissen, woraufhin dieser zuerst nicht mehr funktioniert, dann aber doch wieder zum Leben erwacht, diesmal gänzlich ohne Chem.
3. Dorfl wird während eines Kampfes zerstört und auf Anweisung von Kommandeur Mumm erneut gebrannt, diesmal mit einer Zunge. Daraufhin kann der Golem sprechen.

Dorfl schließt sich der Stadtwache an, um mit dem erarbeiteten Geld weitere Golems zu kaufen und zu befreien. Später in dem Buch Ab die Post gibt es zu diesem Zweck die Golem-Stiftung, die von Adora Belle Liebherz verwaltet wird.
Bekannte Golems sind Dorfl, Pumpe 19 (auch Herr Pumpe genannt) und Anghammarad.

### Orks
Wie die Goblins haben auch die Orks erst spät in das Inventar der Scheibenwelt gefunden. Aus von ihm nicht näher erläuterten Gründen greift Terry Pratchett in seinen letzten Romanen verstärkt auf Figuren und Ideen des Tolkien-Universums zurück (siehe: Steife Prise). Wenn Goblins die am meisten verachtete Spezies sind, sind Orks echt unbeliebt und tatsächlich auch fast ausgerottet. Aus historischen Gründen ruft das Wort Ork überall auf der Scheibenwelt Angst, Entsetzen und Mordgelüste hervor. In der Dunklen Zeit waren die Orks von den Igors aus verschiedenen Rassen zusammengeschustert und anschließend in Bottichen herangezüchtet worden. So addierten sich die wildesten, aggressivsten und widerstandsfähigsten Eigenschaften der verschiedenen Spezies zu wirklich bösartigen und kaum noch umzubringenden Kampfmaschinen – die Elitetruppe des Dunklen Herrschers.
Der Club der Unsichtbaren Gelehrten lebt in großen Teilen von den Verwicklungen, die bei der diskreten Einführung von Orks in die Ankh-Morporkianische Gesellschaft entstehen. Tatsächlich geht es aber zunächst nur um einen Ork, nämlich Nutt.
Er war als Kind sieben Jahre an einen Amboss gekettet, bevor er von Pastor Himmelwärts befreit und in die Obhut von Lady Margolotta gegeben wurde. Die Lady führt mit dem kleinen Ork ein gewagtes Experiment durch. Sie lässt ihm eine höchst umfassende Ausbildung zukommen. Er darf alles fragen, alles lesen und alles probieren, so dass er schließlich eine Art Universalgenie wird. Er spricht 16 Sprachen und beherrscht verschiedene Handwerkskünste wie Schmieden, Lederverarbeitung oder Alchimie.
Man könnte sagen, das Experiment ist geglückt. Selbst, als gegen Ende von Der Club der Unsichtbaren Gelehrten die physischen Aspekte von Nutts Orknatur durchbrechen – einziehbare Klauen, übermenschliche Stärke usw. – ändert das nichts an seiner grundsätzlichen Nettigkeit. Sein Motto ist und bleibt: „Die Welt sollte ein besserer Ort geworden sein, wenn du sie schließlich verlässt“.